# Lista de pinturas de Tintoretto

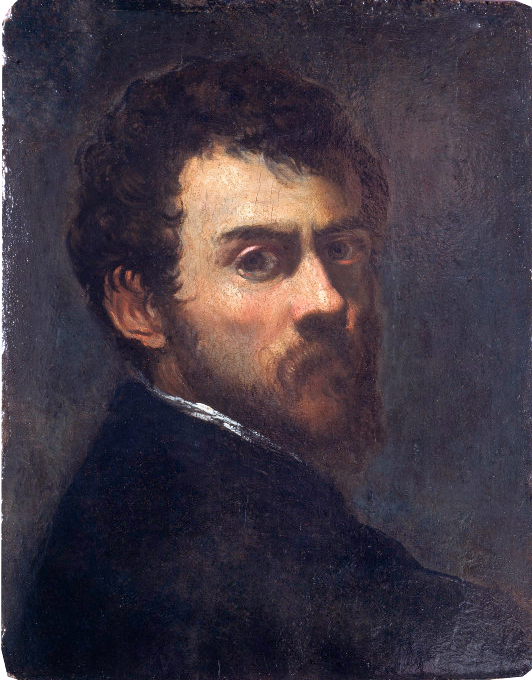
Tintoretto (1518 - 1594), autorretrato por volta de 1548.

Esta é uma lista de pinturas de Tintoretto.
Jacopo Robusti que utilizou o nome de Tintoretto, pseudonimo que herdou de seu pai que era tintore (tingia seda), foi um pintor veneziano que viveu no século XVI.
Foi um representante do movimento artístico conhecido como maneirismo, que foi uma revisão dos valores clássicos e naturalistas prestigiados pelo Humanismo renascentista e cristalizados na Alta Renascença.

## altar
| Imagem | Título       | Data | Coleção | Localização                | Gênero | Descrito em |
| ------ | ------------ | ---- | ------- | -------------------------- | ------ | --- |
|        | Altare Biava |      |         | San Lazzaro dei Mendicanti |        | O identificador "Q132190328" é desconhecido pelo sistema. Utilize um identificador de entidade válido, por favor. |

## ciclo de pinturas
| Imagem | Título                   | Data | Coleção | Localização | Gênero            | Descrito em |
| ------ | ------------------------ | ---- | ------- | ----------- | ----------------- | --- |
|        | Story of Saint Catherine |      |         |             | pintura religiosa | O identificador "Q3974500" é desconhecido pelo sistema. Utilize um identificador de entidade válido, por favor.  |
|        | Gonzaga Cycle            |      |         |             |                   | O identificador "Q29838579" é desconhecido pelo sistema. Utilize um identificador de entidade válido, por favor. |

## conjunto de pinturas
| Imagem | Título                                                         | Data       | Coleção             | Localização                               | Gênero     | Descrito em |
| ------ | -------------------------------------------------------------- | ---------- | ------------------- | ----------------------------------------- | ---------- | --- |
|        | Christ Washing the Disciples' Feet                             | século XVI |                     |                                           | arte sacra | O identificador "Q20203412" é desconhecido pelo sistema. Utilize um identificador de entidade válido, por favor.  |
|        | Hermits saints by Jacopo Tintoretto at Scuola Grande San Rocco |            | Igreja de São Roque | Scuola Grande di San Rocco - Sala terrena |            | O identificador "Q113474387" é desconhecido pelo sistema. Utilize um identificador de entidade válido, por favor. |

## desenho
| Imagem | Título                                                  | Data           | Coleção                                                       | Localização                             | Gênero | Descrito em |
| ------ | ------------------------------------------------------- | -------------- | ------------------------------------------------------------- | --------------------------------------- | ------ | --- |
|        | A Kneeling Man Holding a Staff [recto]                  | década de 1550 | Galeria Nacional de Arte Desenhos da Galeria Nacional de Arte | Galeria Nacional de Arte                |        | O identificador "Q64580085" é desconhecido pelo sistema. Utilize um identificador de entidade válido, por favor.  |
|        | Figures and Legs (verso)                                | 1575           | Galeria Nacional de Arte Desenhos da Galeria Nacional de Arte | Galeria Nacional de Arte                |        | O identificador "Q64580086" é desconhecido pelo sistema. Utilize um identificador de entidade válido, por favor.  |
|        | A Striding Youth with His Arms Raised, Seen from Behind | 1579           | Galeria Nacional de Arte Desenhos da Galeria Nacional de Arte | Galeria Nacional de Arte                |        | O identificador "Q64580083" é desconhecido pelo sistema. Utilize um identificador de entidade válido, por favor.  |
|        | Sittande bonde                                          |                | Museu Nacional de Belas-Artes da Suécia                       | Museu Nacional de Belas-Artes da Suécia |        | O identificador "Q108759934" é desconhecido pelo sistema. Utilize um identificador de entidade válido, por favor. |
|        | Sittande bonde. Sedd från ryggen                        |                | Museu Nacional de Belas-Artes da Suécia                       | Museu Nacional de Belas-Artes da Suécia |        | O identificador "Q108759946" é desconhecido pelo sistema. Utilize um identificador de entidade válido, por favor. |
|        | Three Studies from the So-called Atlas                  |                | Museu Nacional de Belas-Artes da Suécia                       | Museu Nacional de Belas-Artes da Suécia |        | O identificador "Q108762591" é desconhecido pelo sistema. Utilize um identificador de entidade válido, por favor. |
|        | Study of a Nude Man                                     |                | Museu Nacional de Belas-Artes da Suécia                       | Museu Nacional de Belas-Artes da Suécia |        | O identificador "Q110803240" é desconhecido pelo sistema. Utilize um identificador de entidade válido, por favor. |

## pintura
| Imagem | Título | Data                      | Coleção | Localização                                                                        | Gênero                          | Descrito em |
| ------ | --- | ------------------------- | --- | ---------------------------------------------------------------------------------- | ------------------------------- | --- |
|        | A Jesuit | século XVI                | Museu do Prado | Museu do Prado                                                                     |                                 | O identificador "Q59556336" é desconhecido pelo sistema. Utilize um identificador de entidade válido, por favor.                   |
|        | A Venetian Senator or Secretary | século XVI                | Museu do Prado | Museu do Prado                                                                     |                                 | O identificador "Q59556340" é desconhecido pelo sistema. Utilize um identificador de entidade válido, por favor.                   |
|        | A Venetian Magistrate | século XVI                | Museu do Prado | Museu do Prado                                                                     | retrato                         | O identificador "Q59556347" é desconhecido pelo sistema. Utilize um identificador de entidade válido, por favor.                   |
|        | Portrait of a Gentleman | século XVI                | Museu do Prado | Museu do Prado                                                                     | retrato                         | O identificador "Q59674335" é desconhecido pelo sistema. Utilize um identificador de entidade válido, por favor.                   |
|        | Portrait of a Young Woman | século XVI                | Museu do Prado | Museu do Prado                                                                     | retrato                         | O identificador "Q59680986" é desconhecido pelo sistema. Utilize um identificador de entidade válido, por favor.                   |
|        | Portrait of a Man | 1540                      | Metropolitan Museum of Art | Metropolitan Museum of Art                                                         | retrato                         | O identificador "Q19905075" é desconhecido pelo sistema. Utilize um identificador de entidade válido, por favor.                   |
|        | Mary with Child | década de 1540            | Museum Boymans-van Beuningen | Museum Boymans-van Beuningen                                                       | arte sacra                      | O identificador "Q19925271" é desconhecido pelo sistema. Utilize um identificador de entidade válido, por favor.                   |
|        | Cain Slaying Abel | década de 1540            | Museu de Belas Artes de Budapeste | Museu de Belas Artes de Budapeste                                                  | arte sacra                      | O identificador "Q50907415" é desconhecido pelo sistema. Utilize um identificador de entidade válido, por favor.                   |
|        | Christ Washing the Disciples' Feet                                                                                                  | década de 1540            | Galeria de Arte de Ontário National Gallery | Galeria de Arte de Ontário                                                         | arte sacra                      | O identificador "Q96002268" é desconhecido pelo sistema. Utilize um identificador de entidade válido, por favor.                   |
|        | Presentation of Jesus at the temple                                                                                                 | 1540                      | Fundação Bemberg | Fundação Bemberg                                                                   | arte sacra                      | O identificador "Q132146822" é desconhecido pelo sistema. Utilize um identificador de entidade válido, por favor.                  |
|        | The Council of the Gods | 1540                      | Pinacoteca Querini Stampalia | Pinacoteca Querini Stampalia                                                       | pintura mitológica              | O identificador "Q133288824" é desconhecido pelo sistema. Utilize um identificador de entidade válido, por favor.                  |
|        | Portrait of a Nobleman, His Hand on a Sword                                                                                         | 1540                      | Departamento de Pinturas do Louvre | Pinturas italianas, sala 6                                                         | retrato                         | O identificador "Q18573200" é desconhecido pelo sistema. Utilize um identificador de entidade válido, por favor.                   |
|        | The Adoration of the Shepherds | década de 1540            | Museu Fitzwilliam | Museu Fitzwilliam                                                                  | arte sacra                      | O identificador "Q50811847" é desconhecido pelo sistema. Utilize um identificador de entidade válido, por favor.                   |
|        | Apollo and Daphne | 1541                      | Galleria Estense | Galleria Estense                                                                   | pintura mitológica              | O identificador "Q129931565" é desconhecido pelo sistema. Utilize um identificador de entidade válido, por favor.                  |
|        | The Supper at Emmaus | década de 1540            | Museu de Belas Artes de Budapeste | Museu de Belas Artes de Budapeste                                                  | arte sacra                      | O identificador "Q28796729" é desconhecido pelo sistema. Utilize um identificador de entidade válido, por favor.                   |
|        | The Feast of Dives and Lazarus | 1543                      | No/unknown value Coleção Cook | Doughty House                                                                      | arte sacra                      | O identificador "Q74027895" é desconhecido pelo sistema. Utilize um identificador de entidade válido, por favor.                   |
|        | St George | década de 1540            | Museu Hermitage | Museu Hermitage                                                                    | arte sacra                      | O identificador "Q27969360" é desconhecido pelo sistema. Utilize um identificador de entidade válido, por favor.                   |
|        | Königin von Saba vor Salomon | década de 1540            | Museu de História da Arte em Viena | Museu de História da Arte em Viena                                                 | arte sacra                      | O identificador "Q28019402" é desconhecido pelo sistema. Utilize um identificador de entidade válido, por favor.                   |
|        | Simsons Rache an den Philistern | década de 1540            | Museu de História da Arte em Viena | Museu de História da Arte em Viena                                                 | arte sacra                      | O identificador "Q28019408" é desconhecido pelo sistema. Utilize um identificador de entidade válido, por favor.                   |
|        | Verheissung an David von der ewigen Dauer seines Hauses (?)                                                                         | década de 1540            | Museu de História da Arte em Viena | Museu de História da Arte em Viena                                                 |                                 | O identificador "Q28019415" é desconhecido pelo sistema. Utilize um identificador de entidade válido, por favor.                   |
|        | Bathseba vor David | década de 1540            | Museu de História da Arte em Viena | Museu de História da Arte em Viena                                                 | arte sacra                      | O identificador "Q28019424" é desconhecido pelo sistema. Utilize um identificador de entidade válido, por favor.                   |
|        | Überführung der Bundeslade durch David; der Tod des Usa                                                                             | década de 1540            | Museu de História da Arte em Viena | Museu de História da Arte em Viena                                                 |                                 | O identificador "Q28019432" é desconhecido pelo sistema. Utilize um identificador de entidade válido, por favor.                   |
|        | Gastmahl des Königs Belsazar | década de 1540            | Museu de História da Arte em Viena | Museu de História da Arte em Viena                                                 |                                 | O identificador "Q28019439" é desconhecido pelo sistema. Utilize um identificador de entidade válido, por favor.                   |
|        | Anbetung des Goldenen Kalbes | década de 1540            | Museu de História da Arte em Viena | Museu de História da Arte em Viena                                                 | arte sacra                      | O identificador "Q28019445" é desconhecido pelo sistema. Utilize um identificador de entidade válido, por favor.                   |
|        | Die Königin von Saba vor Salomo | 1543                      | Führermuseum Munich Central Collecting Point | Führermuseum Munich Central Collecting Point                                       |                                 | O identificador "Q111643741" é desconhecido pelo sistema. Utilize um identificador de entidade válido, por favor.                  |
|        | Lot und seine Töchter | 1543                      | Führermuseum Munich Central Collecting Point Kunstbesitz der Bundesrepublik Deutschland                                                             | Führermuseum Munich Central Collecting Point                                       | arte sacra                      | O identificador "Q111644578" é desconhecido pelo sistema. Utilize um identificador de entidade válido, por favor.                  |
|        | Portrait of a Nobleman | 1543                      | Führermuseum Munich Central Collecting Point Kunstbesitz der Bundesrepublik Deutschland                                                             | Führermuseum Munich Central Collecting Point                                       | retrato                         | O identificador "Q111644843" é desconhecido pelo sistema. Utilize um identificador de entidade válido, por favor.                  |
|        | Entombment of Christ | 1543                      | Führermuseum Munich Central Collecting Point Kunstbesitz der Bundesrepublik Deutschland                                                             | Führermuseum Munich Central Collecting Point                                       | arte sacra                      | O identificador "Q111645066" é desconhecido pelo sistema. Utilize um identificador de entidade válido, por favor.                  |
|        | cape of Proserpine | 1543                      | Führermuseum Munich Central Collecting Point | Führermuseum Munich Central Collecting Point                                       |                                 | O identificador "Q111645217" é desconhecido pelo sistema. Utilize um identificador de entidade válido, por favor.                  |
|        | ...... Portrait, ..../4 length, Laurentius Superantius                                                                              | 1543                      | Führermuseum Munich Central Collecting Point | Führermuseum Munich Central Collecting Point                                       |                                 | O identificador "Q111645246" é desconhecido pelo sistema. Utilize um identificador de entidade válido, por favor.                  |
|        | resurrection | 1543                      | Führermuseum Munich Central Collecting Point | Führermuseum Munich Central Collecting Point                                       | arte sacra                      | O identificador "Q111645411" é desconhecido pelo sistema. Utilize um identificador de entidade válido, por favor.                  |
|        | Temperanzia | 1543                      | Führermuseum Munich Central Collecting Point | Führermuseum Munich Central Collecting Point                                       | alegoria                        | O identificador "Q111648628" é desconhecido pelo sistema. Utilize um identificador de entidade válido, por favor.                  |
|        | Caritas Christiana | 1543                      | Führermuseum Munich Central Collecting Point | Führermuseum Munich Central Collecting Point                                       |                                 | O identificador "Q111648629" é desconhecido pelo sistema. Utilize um identificador de entidade válido, por favor.                  |
|        | The Siege of Asola | 1544                      | National Museum Poznań | National Museum Poznań                                                             | cenas de batalha                | O identificador "Q1125410" é desconhecido pelo sistema. Utilize um identificador de entidade válido, por favor.                    |
|        | The Miracle of the Loaves and Fishes                                                                                                | 1545                      | Metropolitan Museum of Art | Metropolitan Museum of Art                                                         | pintura de paisagem             | O identificador "Q19904859" é desconhecido pelo sistema. Utilize um identificador de entidade válido, por favor.                   |
|        | The Conversion of Saint Paul | 1545                      | Galeria Nacional de Arte Coleção Samuel H. Kress | Galeria Nacional de Arte                                                           | arte sacra                      | O identificador "Q20176379" é desconhecido pelo sistema. Utilize um identificador de entidade válido, por favor.                   |
|        | Portrait attributed to the noble Venetian Zuan Pietro Ghisi                                                                         | década de 1540            | Fundação Bemberg | Fundação Bemberg                                                                   |                                 | O identificador "Q132180276" é desconhecido pelo sistema. Utilize um identificador de entidade válido, por favor.                  |
|        | Saint Helen Testing the True Cross                                                                                                  | 1545                      | Art Institute of Chicago | Art Institute of Chicago                                                           | arte sacra                      | O identificador "Q20268391" é desconhecido pelo sistema. Utilize um identificador de entidade válido, por favor.                   |
|        | Jupiter and Semele | 1545                      | National Gallery | National Gallery                                                                   | pintura mitológica              | O identificador "Q26508954" é desconhecido pelo sistema. Utilize um identificador de entidade válido, por favor.                   |
|        | Portrait of a Young Man | 1545                      | Royal Collection |                                                                                    | retrato                         | O identificador "Q28017169" é desconhecido pelo sistema. Utilize um identificador de entidade válido, por favor.                   |
|        | Mucius Scaevola vor Porsenna | 1545                      | Museu de História da Arte em Viena | Museu de História da Arte em Viena                                                 |                                 | O identificador "Q28019451" é desconhecido pelo sistema. Utilize um identificador de entidade válido, por favor.                   |
|        | The Virgin and Child | 1545                      | Royal Collection | Hampton Court Castle                                                               | arte sacra                      | O identificador "Q28029300" é desconhecido pelo sistema. Utilize um identificador de entidade válido, por favor.                   |
|        | The Wedding Feast at Cana | 1545                      | Museu Isabella Stewart Gardner | Museu Isabella Stewart Gardner                                                     | arte sacra                      | O identificador "Q103837631" é desconhecido pelo sistema. Utilize um identificador de entidade válido, por favor.                  |
|        | Visit of the Queen of Sheba to Solomon                                                                                              | 1545                      | Bob Jones University Museum and Gallery | Bob Jones University Museum and Gallery                                            | arte sacra                      | O identificador "Q112181568" é desconhecido pelo sistema. Utilize um identificador de entidade válido, por favor.                  |
|        | Esther and Ahasuerus or Solomon and the Queen of Sheba                                                                              | 1545                      | Courtauld Gallery | Courtauld Gallery                                                                  | arte sacra                      | O identificador "Q118875026" é desconhecido pelo sistema. Utilize um identificador de entidade válido, por favor.                  |
|        | Christ preaching | 1545                      | Pinacoteca Egidio Martini | Pinacoteca Egidio Martini                                                          | arte sacra                      | O identificador "Q121685223" é desconhecido pelo sistema. Utilize um identificador de entidade válido, por favor.                  |
|        | Ecce Homo ou Pilatos apresenta Cristo à multidão                                                                                    | década de 1540            | Museu de Arte de São Paulo | Museu de Arte de São Paulo                                                         | arte sacra                      | O identificador "Q49877537" é desconhecido pelo sistema. Utilize um identificador de entidade válido, por favor.                   |
|        | Ecce Homo ou Pilatos Apresenta Cristo à Multidão                                                                                    | década de 1540            | Museu de Arte de São Paulo | Museu de Arte de São Paulo                                                         | arte sacra                      | O identificador "Q122155250" é desconhecido pelo sistema. Utilize um identificador de entidade válido, por favor.                  |
|        | Portrait of a man | 1546                      | Galleria degli Uffizi | Galleria degli Uffizi                                                              | retrato                         | O identificador "Q131613891" é desconhecido pelo sistema. Utilize um identificador de entidade válido, por favor.                  |
|        | The Wise and Foolish Virgins | 1546                      | National Trust Upton House | Upton House                                                                        | arte sacra                      | O identificador "Q52301423" é desconhecido pelo sistema. Utilize um identificador de entidade válido, por favor.                   |
|        | Christ disputing in the Temple | 1546                      | Catedral de Milão | Catedral de Milão                                                                  | arte sacra                      | O identificador "Q56427826" é desconhecido pelo sistema. Utilize um identificador de entidade válido, por favor.                   |
|        | Apollo and Diana Killing the Children of Niobe                                                                                      | década de 1540            | Courtauld Gallery | Courtauld Gallery                                                                  | pintura mitológica              | O identificador "Q118874714" é desconhecido pelo sistema. Utilize um identificador de entidade válido, por favor.                  |
|        | Latona Changing the Lycian Peasants into Frogs                                                                                      | década de 1540            | Courtauld Gallery | Courtauld Gallery                                                                  |                                 | O identificador "Q118874767" é desconhecido pelo sistema. Utilize um identificador de entidade válido, por favor.                  |
|        | Miracle of the Slave | década de 1540            | Accademia | Accademia                                                                          | arte sacra                      | O identificador "Q2273890" é desconhecido pelo sistema. Utilize um identificador de entidade válido, por favor.                    |
|        | Self-Portrait | 1547                      | Museu de Arte de Filadélfia | Museu de Arte de Filadélfia                                                        | autorretrato                    | O identificador "Q20810174" é desconhecido pelo sistema. Utilize um identificador de entidade válido, por favor.                   |
|        | Descent from the Cross | 1547                      | Museu de História da Arte em Viena | Museu de História da Arte em Viena                                                 | arte sacra                      | O identificador "Q27956436" é desconhecido pelo sistema. Utilize um identificador de entidade válido, por favor.                   |
|        | Esther before Ahasuerus | 1547                      | Royal Collection | Royal Collection                                                                   | arte sacra                      | O identificador "Q27957610" é desconhecido pelo sistema. Utilize um identificador de entidade válido, por favor.                   |
|        | Q110866227 | 1547                      | |                                                                                    | arte sacra                      | O identificador "Q110866227" é desconhecido pelo sistema. Utilize um identificador de entidade válido, por favor.                  |
|        | A Última Ceia | 1547                      | San Marcuola | San Marcuola                                                                       | arte sacra                      | O identificador "Q123759457" é desconhecido pelo sistema. Utilize um identificador de entidade válido, por favor.                  |
|        | Young Man from the Renialme Family                                                                                                  | década de 1540            | Fine Arts Museums of San Francisco | Fine Arts Museums of San Francisco                                                 | retrato                         | O identificador "Q20198902" é desconhecido pelo sistema. Utilize um identificador de entidade válido, por favor.                   |
|        | Porträt eines Mannes | 1547                      | Rijksmuseum Kröller-Müller | Rijksmuseum Kröller-Müller                                                         | retrato                         | O identificador "Q24022313" é desconhecido pelo sistema. Utilize um identificador de entidade válido, por favor.                   |
|        | Bildnis eines jungen bärtigen Mannes                                                                                                | década de 1540            | Museu de História da Arte em Viena | Museu de História da Arte em Viena                                                 | retrato                         | O identificador "Q27980657" é desconhecido pelo sistema. Utilize um identificador de entidade válido, por favor.                   |
|        | Bildnis eines jungen bärtigen Mannes                                                                                                | década de 1540            | Museu de História da Arte em Viena | Museu de História da Arte em Viena                                                 | retrato                         | O identificador "Q28019461" é desconhecido pelo sistema. Utilize um identificador de entidade válido, por favor.                   |
|        | The Holy Family with the Young Saint John the Baptist                                                                               | 1547                      | Yale University Art Gallery | Yale University Art Gallery                                                        | arte sacra                      | O identificador "Q49278073" é desconhecido pelo sistema. Utilize um identificador de entidade válido, por favor.                   |
|        | Christ and the Adulteress | 1547                      | Coleções Nacionais de Dresden | Pinacoteca dos Mestres Antigos                                                     | arte sacra                      | O identificador "Q50322561" é desconhecido pelo sistema. Utilize um identificador de entidade válido, por favor.                   |
|        | Christ Washing the Disciples' Feet                                                                                                  | década de 1540 1548       | Museu do Prado | Museu do Prado San Marcuola                                                        | arte sacra                      | O identificador "Q75846" é desconhecido pelo sistema. Utilize um identificador de entidade válido, por favor.                      |
|        | Portrait of a Man | 1548                      | Museu de Belas Artes de Budapeste | Museu de Belas Artes de Budapeste Munich Central Collecting Point                  | retrato                         | O identificador "Q50941635" é desconhecido pelo sistema. Utilize um identificador de entidade válido, por favor.                   |
|        | The Wise and the Foolish Virgins | século XVI                | Museum Boymans-van Beuningen | Museum Boymans-van Beuningen                                                       |                                 | O identificador "Q29846213" é desconhecido pelo sistema. Utilize um identificador de entidade válido, por favor.                   |
|        | Christ Washing the Disciples' Feet                                                                                                  | 1548                      | Shipley Art Gallery | Shipley Art Gallery                                                                | arte sacra                      | O identificador "Q96001420" é desconhecido pelo sistema. Utilize um identificador de entidade válido, por favor.                   |
|        | Self Portrait as a Young Man | 1548                      | Victoria and Albert Museum | Victoria and Albert Museum                                                         | autorretrato                    | O identificador "Q118874873" é desconhecido pelo sistema. Utilize um identificador de entidade válido, por favor.                  |
|        | A Visitação | 1549                      | Pinacoteca Nacional de Bolonha | Pinacoteca Nacional de Bolonha                                                     | arte sacra                      | O identificador "Q25444052" é desconhecido pelo sistema. Utilize um identificador de entidade válido, por favor.                   |
|        | Madonna and Child with Saints | 1549 século XVI           | Departamento de Pinturas do Louvre Musée des Beaux-Arts de Lyon                                                                                     | Musée des Beaux-Arts de Lyon                                                       | arte sacra                      | O identificador "Q28952743" é desconhecido pelo sistema. Utilize um identificador de entidade válido, por favor.                   |
|        | The Miracle of St Augustine | 1549                      | Palazzo Chiericati Art Gallery | Palazzo Chiericati Art Gallery                                                     | arte sacra                      | O identificador "Q63526863" é desconhecido pelo sistema. Utilize um identificador de entidade válido, por favor.                   |
|        | St Roch in the Hospital | 1549                      | Igreja de São Roque | Igreja de São Roque                                                                | arte sacra                      | O identificador "Q64623971" é desconhecido pelo sistema. Utilize um identificador de entidade válido, por favor.                   |
|        | Portrait of a Bearded Man | século XVI                | Galerias Nacionais da Escócia | Galeria Nacional da Escócia                                                        | retrato                         | O identificador "Q27968012" é desconhecido pelo sistema. Utilize um identificador de entidade válido, por favor.                   |
|        | Brustbild eines jungen bärtigen Mannes                                                                                              | século XVI                | Museu de História da Arte em Viena | Museu de História da Arte em Viena                                                 | retrato                         | O identificador "Q28019472" é desconhecido pelo sistema. Utilize um identificador de entidade válido, por favor.                   |
|        | Creation of the Animals | 1550 década de 1550       | Accademia | Accademia                                                                          | arte sacra                      | O identificador "Q5963059" é desconhecido pelo sistema. Utilize um identificador de entidade válido, por favor.                    |
|        | Portrait of a Man with a Red Cloak                                                                                                  | século XVI                | Rijksmuseum | Rijksmuseum                                                                        | retrato                         | O identificador "Q17331268" é desconhecido pelo sistema. Utilize um identificador de entidade válido, por favor.                   |
|        | Christ with the Adulterous Woman | década de 1550            | Rijksmuseum | Rijksmuseum                                                                        | arte sacra                      | O identificador "Q17334342" é desconhecido pelo sistema. Utilize um identificador de entidade válido, por favor.                   |
|        | Portrait of a Man | século XVI                | Rijksmuseum | Rijksmuseum                                                                        | retrato                         | O identificador "Q17334343" é desconhecido pelo sistema. Utilize um identificador de entidade válido, por favor.                   |
|        | Muse with Lute | século XVI                | Rijksmuseum Stichting Nederlands Kunstbezit Führermuseum                                                                                            | Rijksmuseum Führermuseum                                                           | nu artístico pintura mitológica | O identificador "Q17335857" é desconhecido pelo sistema. Utilize um identificador de entidade válido, por favor.                   |
|        | Susannah Bathing | 1550                      | Departamento de Pinturas do Louvre | Pinturas italianas, sala 6                                                         | arte sacra nu artístico         | O identificador "Q18573260" é desconhecido pelo sistema. Utilize um identificador de entidade válido, por favor.                   |
|        | Assunção de Maria | década de 1550            | Obere Pfarre | Obere Pfarre                                                                       | arte sacra                      | O identificador "Q18881681" é desconhecido pelo sistema. Utilize um identificador de entidade válido, por favor.                   |
|        | The Finding of Moses | século XVI                | Metropolitan Museum of Art | Metropolitan Museum of Art                                                         | arte sacra                      | O identificador "Q19904843" é desconhecido pelo sistema. Utilize um identificador de entidade válido, por favor.                   |
|        | Retrato de Homem enquanto S. Jorge                                                                                                  | século XVI                | Galeria Nacional de Arte Coleção Samuel H. Kress | Galeria Nacional de Arte                                                           | retrato                         | O identificador "Q20176273" é desconhecido pelo sistema. Utilize um identificador de entidade válido, por favor.                   |
|        | The Madonna of the Stars | século XVI                | Galeria Nacional de Arte | Galeria Nacional de Arte                                                           | arte sacra                      | O identificador "Q20176500" é desconhecido pelo sistema. Utilize um identificador de entidade válido, por favor.                   |
|        | Marco Grimani | século XVI                | Museu do Prado | Museu do Prado                                                                     | retrato                         | O identificador "Q27698585" é desconhecido pelo sistema. Utilize um identificador de entidade válido, por favor.                   |
|        | The Purification of the Midianite Virgins                                                                                           | século XVI                | Museu do Prado | Museu do Prado                                                                     |                                 | O identificador "Q27698592" é desconhecido pelo sistema. Utilize um identificador de entidade válido, por favor.                   |
|        | Martyrdom of Saint Peter | século XVI                | Museu Nacional de Belas Artes | Museu Nacional de Belas Artes                                                      | arte sacra                      | O identificador "Q27954679" é desconhecido pelo sistema. Utilize um identificador de entidade válido, por favor.                   |
|        | Young man in a gold-decorated suit of armour                                                                                        | 1550                      | Museu de História da Arte em Viena | Museu de História da Arte em Viena                                                 | retrato                         | O identificador "Q28019512" é desconhecido pelo sistema. Utilize um identificador de entidade válido, por favor.                   |
|        | Twenty-five year old Youth with Fur-lined Coat                                                                                      | século XVI                | Fundação Banco Santander | Fundação Banco Santander                                                           |                                 | O identificador "Q28796724" é desconhecido pelo sistema. Utilize um identificador de entidade válido, por favor.                   |
|        | La Cène | século XVI                | | Igreja São Francisco Xavier                                                        | arte sacra                      | O identificador "Q29214791" é desconhecido pelo sistema. Utilize um identificador de entidade válido, por favor.                   |
|        | Portrait of an unknown Man | século XVI                | Museu de Belas Artes de Estrasburgo | Museu de Belas Artes de Estrasburgo                                                | retrato                         | O identificador "Q56678943" é desconhecido pelo sistema. Utilize um identificador de entidade válido, por favor.                   |
|        | A Venetian Patrician | século XVI                | Museu do Prado | Museu do Prado                                                                     | retrato                         | O identificador "Q59556368" é desconhecido pelo sistema. Utilize um identificador de entidade válido, por favor.                   |
|        | Porträt eines Mannes genannt Soranzo                                                                                                | século XVI                | Museu de Belas Artes de Nantes | Museu de Belas Artes de Nantes                                                     | retrato                         | O identificador "Q60577281" é desconhecido pelo sistema. Utilize um identificador de entidade válido, por favor.                   |
|        | Apresentação no Templo | década de 1550            | Accademia | Accademia                                                                          | arte sacra                      | O identificador "Q65132090" é desconhecido pelo sistema. Utilize um identificador de entidade válido, por favor.                   |
|        | Lady in Mourning | década de 1550            | Pinacoteca dos Mestres Antigos | Pinacoteca dos Mestres Antigos                                                     | retrato                         | O identificador "Q71828431" é desconhecido pelo sistema. Utilize um identificador de entidade válido, por favor.                   |
|        | Portrait of a Man, probably of the Mazzi Family                                                                                     | século XVI                | Galeria Nacional da Irlanda | Galeria Nacional da Irlanda                                                        | retrato                         | O identificador "Q77983221" é desconhecido pelo sistema. Utilize um identificador de entidade válido, por favor.                   |
|        | Cain and Abel | década de 1550            | Accademia | Accademia                                                                          | arte sacra                      | O identificador "Q85860172" é desconhecido pelo sistema. Utilize um identificador de entidade válido, por favor.                   |
|        | Portrait of a bearded man, possibly Prince Antonio di Santacroce of Rome                                                            | século XVI                | |                                                                                    | retrato                         | O identificador "Q105576279" é desconhecido pelo sistema. Utilize um identificador de entidade válido, por favor.                  |
|        | Portrait of a Geronimo Foscarini, Procurator of St Mark's                                                                           | século XVI                | Victoria and Albert Museum | Victoria and Albert Museum                                                         | retrato                         | O identificador "Q118875547" é desconhecido pelo sistema. Utilize um identificador de entidade válido, por favor.                  |
|        | Portrait of a Gentleman | 1550                      | Christ Church Picture Gallery | Christ Church Picture Gallery                                                      | retrato                         | O identificador "Q119457245" é desconhecido pelo sistema. Utilize um identificador de entidade válido, por favor.                  |
|        | Portrait of king Sigismund II Augustus in a fur trimmed coat                                                                        | década de 1550            | No/unknown value |                                                                                    | retrato                         | O identificador "Q120463413" é desconhecido pelo sistema. Utilize um identificador de entidade válido, por favor.                  |
|        | Christ and the adulteress | século XVI                | Accademia | Accademia                                                                          | arte sacra                      | O identificador "Q120885253" é desconhecido pelo sistema. Utilize um identificador de entidade válido, por favor.                  |
|        | Crucificação | 1550                      | Museu Soumaya | Museu Soumaya                                                                      | arte sacra                      | O identificador "Q123747291" é desconhecido pelo sistema. Utilize um identificador de entidade válido, por favor.                  |
|        | Portrait of Onofrio Panvinio | década de 1550            | Palazzo Colonna | Palazzo Colonna                                                                    | retrato                         | O identificador "Q124039068" é desconhecido pelo sistema. Utilize um identificador de entidade válido, por favor.                  |
|        | Portrait of Agostino Doria | década de 1550            | Museu Cerralbo | Museu Cerralbo                                                                     | retrato                         | O identificador "Q125935800" é desconhecido pelo sistema. Utilize um identificador de entidade válido, por favor.                  |
|        | Angelica and the hermit | século XVI                | |                                                                                    |                                 | O identificador "Q125939526" é desconhecido pelo sistema. Utilize um identificador de entidade válido, por favor.                  |
|        | Portrait of a Man | década de 1550            | Palazzo Mansi National Museum | Palazzo Mansi National Museum                                                      | retrato                         | O identificador "Q126134892" é desconhecido pelo sistema. Utilize um identificador de entidade válido, por favor.                  |
|        | São Jerónimo | 1550                      | Galeria Nacional de Praga | Galeria Nacional de Praga                                                          | arte sacra                      | O identificador "Q130572146" é desconhecido pelo sistema. Utilize um identificador de entidade válido, por favor.                  |
|        | The return of Pompeius after the battle of Pharsalus                                                                                | século XVI                | Herzog Anton Ulrich-Museum | Herzog Anton Ulrich-Museum                                                         |                                 | O identificador "Q131140329" é desconhecido pelo sistema. Utilize um identificador de entidade válido, por favor.                  |
|        | Venus, Vulcan, and Cupid | década de 1550            | Galeria Palatina | Hall of Venus                                                                      | pintura mitológica              | O identificador "Q131604575" é desconhecido pelo sistema. Utilize um identificador de entidade válido, por favor.                  |
|        | Nascimento de João Batista | 1550                      | Museu Hermitage | Hermitage hall 237                                                                 | arte sacra                      | O identificador "Q2835885" é desconhecido pelo sistema. Utilize um identificador de entidade válido, por favor.                    |
|        | Portrait of Procurator Jacopo Soranzo                                                                                               | 1550                      | Accademia | Accademia                                                                          | retrato                         | O identificador "Q9068409" é desconhecido pelo sistema. Utilize um identificador de entidade válido, por favor.                    |
|        | Adão e Eva | década de 1550            | Accademia | Accademia                                                                          | arte sacra nu artístico         | O identificador "Q9281692" é desconhecido pelo sistema. Utilize um identificador de entidade válido, por favor.                    |
|        | Leda e o Cisne | década de 1550            | Galleria degli Uffizi | Galleria degli Uffizi                                                              | pintura mitológica nu artístico | O identificador "Q11753618" é desconhecido pelo sistema. Utilize um identificador de entidade válido, por favor.                   |
|        | Portrait of a Young Gentleman | século XVI                | Musée des Beaux-Arts et d'Archéologie de Besançon                                                                                                   | Musée des Beaux-Arts et d'Archéologie de Besançon                                  | retrato                         | O identificador "Q18917830" é desconhecido pelo sistema. Utilize um identificador de entidade válido, por favor.                   |
|        | Portrait of Girolamo Pozzo | 1550                      | Royal Collection |                                                                                    | retrato                         | O identificador "Q28017207" é desconhecido pelo sistema. Utilize um identificador de entidade válido, por favor.                   |
|        | Portrait of a Knight of Malta | século XVI                | Royal Collection | Castelo de Windsor                                                                 | retrato                         | O identificador "Q28028845" é desconhecido pelo sistema. Utilize um identificador de entidade válido, por favor.                   |
|        | Jungfrau Maria mit Heiligen und Gläubigen                                                                                           | século XVI                | Departamento de Pinturas do Louvre | Louvre storage (depot)                                                             | arte sacra                      | O identificador "Q29644501" é desconhecido pelo sistema. Utilize um identificador de entidade válido, por favor.                   |
|        | Samson and Delilah | século XVI                | Chatsworth House | Chatsworth House                                                                   | arte sacra                      | O identificador "Q38600393" é desconhecido pelo sistema. Utilize um identificador de entidade válido, por favor.                   |
|        | Retrato de uma senhora | 1550                      | Museu de Belas Artes de Budapeste | Museu de Belas Artes de Budapeste                                                  | retrato                         | O identificador "Q50945741" é desconhecido pelo sistema. Utilize um identificador de entidade válido, por favor.                   |
|        | Young Woman with a Small Dog, possibly a Member of the Soranzo Family                                                               | 1550                      | Museu de Arte de John e Mable Ringling | Museu de Arte de John e Mable Ringling                                             |                                 | O identificador "Q79362458" é desconhecido pelo sistema. Utilize um identificador de entidade válido, por favor.                   |
|        | Portrait de Pietro Mocenigo | século XVI                | Departamento de Pinturas do Louvre Museu de Tessé                                                                                                   | Museu de Tessé                                                                     | retrato                         | O identificador "Q115668785" é desconhecido pelo sistema. Utilize um identificador de entidade válido, por favor.                  |
|        | Portrait d'homme | século XVI                | Departamento de Pinturas do Louvre Musée Barrois | Musée Barrois                                                                      | retrato                         | O identificador "Q115673962" é desconhecido pelo sistema. Utilize um identificador de entidade válido, por favor.                  |
|        | La Piscine probatique | século XVI                | Departamento de Pinturas do Louvre Museu de Belas Artes de Ruão                                                                                     |                                                                                    |                                 | O identificador "Q115674476" é desconhecido pelo sistema. Utilize um identificador de entidade válido, por favor.                  |
|        | La Déploration du Christ | século XVI                | Departamento de Pinturas do Louvre Museu de Belas Artes de Nancy                                                                                    | Museu de Belas Artes de Nancy                                                      | arte sacra                      | O identificador "Q115676508" é desconhecido pelo sistema. Utilize um identificador de entidade válido, por favor.                  |
|        | Head of a bearded Man | 1550                      | Museu Ashmolean | Museu Ashmolean                                                                    |                                 | O identificador "Q118874911" é desconhecido pelo sistema. Utilize um identificador de entidade válido, por favor.                  |
|        | Portrait of a Young Man | 1551                      | Metropolitan Museum of Art | Metropolitan Museum of Art                                                         | retrato                         | O identificador "Q19913078" é desconhecido pelo sistema. Utilize um identificador de entidade válido, por favor.                   |
|        | Erzbischof Petrus | século XVI                | Museu do Prado | Museu do Prado Palácio Real de Aranjuez Palacio Real de La Granja de San Ildefonso |                                 | O identificador "Q59556329" é desconhecido pelo sistema. Utilize um identificador de entidade válido, por favor.                   |
|        | Wohlstand oder Tugend, vertreiben das Böse                                                                                          | 1 de janeiro de 1551      | Museu do Prado | Museu do Prado                                                                     |                                 | O identificador "Q59556393" é desconhecido pelo sistema. Utilize um identificador de entidade válido, por favor.                   |
|        | Susannah and the Elders | década de 1550            | Museu do Prado | Museu do Prado                                                                     | arte sacra                      | O identificador "Q27698055" é desconhecido pelo sistema. Utilize um identificador de entidade válido, por favor.                   |
|        | Esther and Ahasuerus | década de 1550            | Museu do Prado | Museu do Prado                                                                     | arte sacra                      | O identificador "Q27698088" é desconhecido pelo sistema. Utilize um identificador de entidade válido, por favor.                   |
|        | Saint Andrew and Saint Jerome | 1552                      | Accademia | Accademia                                                                          | arte sacra                      | O identificador "Q114273581" é desconhecido pelo sistema. Utilize um identificador de entidade válido, por favor.                  |
|        | São Luís e São Jorge com a Princesa                                                                                                 | 1552                      | Accademia | Accademia                                                                          | arte sacra                      | O identificador "Q9396557" é desconhecido pelo sistema. Utilize um identificador de entidade válido, por favor.                    |
|        | Die Kreuzigung Christi | década de 1550            | Coleções de Pinturas do Estado da Baviera | Antiga Pinacoteca                                                                  | arte sacra                      | O identificador "Q29952115" é desconhecido pelo sistema. Utilize um identificador de entidade válido, por favor.                   |
|        | Portrait of a Lady in Mourning | década de 1550            | Coleções Nacionais de Dresden | Pinacoteca dos Mestres Antigos                                                     | retrato                         | O identificador "Q50323009" é desconhecido pelo sistema. Utilize um identificador de entidade válido, por favor.                   |
|        | Presentation of the Christ-child in the Temple                                                                                      | década de 1550            | |                                                                                    | arte sacra                      | O identificador "Q121695307" é desconhecido pelo sistema. Utilize um identificador de entidade válido, por favor.                  |
|        | The Presentation of the Virgin | 1553                      | Igreja da Madonna dell'Orto | Igreja da Madonna dell'Orto                                                        | arte sacra                      | O identificador "Q11826430" é desconhecido pelo sistema. Utilize um identificador de entidade válido, por favor.                   |
|        | Judith and Holofernes | década de 1550            | Museu do Prado | Museu do Prado                                                                     | arte sacra                      | O identificador "Q27698068" é desconhecido pelo sistema. Utilize um identificador de entidade válido, por favor.                   |
|        | Leda and the Swan | década de 1550            | Galleria degli Uffizi Hermann Göring Collection Munich Central Collecting Point                                                                     | Galleria degli Uffizi Hermann Göring Collection Munich Central Collecting Point    | pintura mitológica nu artístico | O identificador "Q131588027" é desconhecido pelo sistema. Utilize um identificador de entidade válido, por favor.                  |
|        | Lorenzo Soranzo | 1553                      | Museu de História da Arte em Viena | Museu de História da Arte em Viena                                                 | retrato                         | O identificador "Q20091568" é desconhecido pelo sistema. Utilize um identificador de entidade válido, por favor.                   |
|        | Portrait of a Young Lady | 1554                      | Museu de História da Arte em Viena | Museu de História da Arte em Viena                                                 | retrato                         | O identificador "Q28019486" é desconhecido pelo sistema. Utilize um identificador de entidade válido, por favor.                   |
|        | Portrait of Sigismund II Augustus (1520–1572)                                                                                       | década de 1550            | Galleria degli Uffizi Contini Bonacossi collection                                                                                                  | Contini Bonacossi collection                                                       | retrato                         | O identificador "Q124246612" é desconhecido pelo sistema. Utilize um identificador de entidade válido, por favor.                  |
|        | Retrato de um cavalheiro | 1554                      | Museu Nacional de Arte da Catalunha | Museu Nacional de Arte da Catalunha                                                | retrato                         | O identificador "Q11945403" é desconhecido pelo sistema. Utilize um identificador de entidade válido, por favor.                   |
|        | Portrait of a Young Man | 1554                      | Barber Institute of Fine Arts | Barber Institute of Fine Arts                                                      | retrato                         | O identificador "Q118875265" é desconhecido pelo sistema. Utilize um identificador de entidade válido, por favor.                  |
|        | São Jorge e o Dragão | 1555                      | National Gallery | National Gallery                                                                   | arte sacra                      | O identificador "Q1984131" é desconhecido pelo sistema. Utilize um identificador de entidade válido, por favor.                    |
|        | Marte e Vénus surpreendidos por Vulcano                                                                                             | 1555                      | Coleções de Pinturas do Estado da Baviera | Antiga Pinacoteca                                                                  | pintura mitológica nu artístico | O identificador "Q2393412" é desconhecido pelo sistema. Utilize um identificador de entidade válido, por favor.                    |
|        | Susanna and the Elders | 1555                      | Museu de História da Arte em Viena | Museu de História da Arte em Viena                                                 | arte sacra nu artístico         | O identificador "Q3978277" é desconhecido pelo sistema. Utilize um identificador de entidade válido, por favor.                    |
|        | Summer | 1555                      | Galeria Nacional de Arte Coleção Samuel H. Kress | Galeria Nacional de Arte                                                           |                                 | O identificador "Q20176564" é desconhecido pelo sistema. Utilize um identificador de entidade válido, por favor.                   |
|        | The Meeting of Tamar and Judah | década de 1550            | Museu Thyssen-Bornemisza | Museu Thyssen-Bornemisza                                                           | arte sacra                      | O identificador "Q21711455" é desconhecido pelo sistema. Utilize um identificador de entidade válido, por favor.                   |
|        | Moses saved from the waters | 1555                      | Museu do Prado | Museu do Prado                                                                     | arte sacra                      | O identificador "Q27698016" é desconhecido pelo sistema. Utilize um identificador de entidade válido, por favor.                   |
|        | The Queen of Sheba and Solomon | 1555                      | Museu do Prado | Museu do Prado                                                                     | arte sacra                      | O identificador "Q27698047" é desconhecido pelo sistema. Utilize um identificador de entidade válido, por favor.                   |
|        | St Nicholas of Bari | 1555                      | Museu de História da Arte em Viena | Museu de História da Arte em Viena                                                 | arte sacra                      | O identificador "Q28019496" é desconhecido pelo sistema. Utilize um identificador de entidade válido, por favor.                   |
|        | Assunção de Maria. | 1555                      | I Gesuiti | I Gesuiti                                                                          | arte sacra                      | O identificador "Q63527354" é desconhecido pelo sistema. Utilize um identificador de entidade válido, por favor.                   |
|        | The Embarkation of St Helena to the Holy Land                                                                                       | 1555                      | Victoria and Albert Museum | Victoria and Albert Museum                                                         | pintura histórica arte sacra    | O identificador "Q119457282" é desconhecido pelo sistema. Utilize um identificador de entidade válido, por favor.                  |
|        | Saint George and the dragon | 1555                      | National Gallery | National Gallery                                                                   | arte sacra                      | O identificador "Q121689285" é desconhecido pelo sistema. Utilize um identificador de entidade válido, por favor.                  |
|        | Portrait d'un membre de la famille Foscari                                                                                          | 1555                      | Museu de Belas Artes de Montreal | Museu de Belas Artes de Montreal                                                   |                                 | O identificador "Q123585683" é desconhecido pelo sistema. Utilize um identificador de entidade válido, por favor.                  |
|        | Joseph and Potiphar's Wife | 1555                      | Museu do Prado | Museu do Prado                                                                     | arte sacra nu artístico         | O identificador "Q5946505" é desconhecido pelo sistema. Utilize um identificador de entidade válido, por favor.                    |
|        | Lamentation of Christ | 1555                      | Museu Soumaya | Museu Soumaya                                                                      | arte sacra                      | O identificador "Q18203184" é desconhecido pelo sistema. Utilize um identificador de entidade válido, por favor.                   |
|        | Bildnis eines dunkelbärtigen, blauäugigen Mannes                                                                                    | 1555                      | Museu de História da Arte em Viena | Museu de História da Arte em Viena                                                 | retrato                         | O identificador "Q28019503" é desconhecido pelo sistema. Utilize um identificador de entidade válido, por favor.                   |
|        | Portrait of a young man with a sculpture of Lucretia - Tintoretto                                                                   | 1555                      | Coleções de Pinturas do Estado da Baviera | Antiga Pinacoteca                                                                  | retrato                         | O identificador "Q29952075" é desconhecido pelo sistema. Utilize um identificador de entidade válido, por favor.                   |
|        | Adam and Eve | 1555                      | Galeria Nacional do Canadá | Galeria Nacional do Canadá                                                         | arte sacra                      | O identificador "Q59526490" é desconhecido pelo sistema. Utilize um identificador de entidade válido, por favor.                   |
|        | Young Man with a Beard | 1555                      | Detroit Institute of Arts | Detroit Institute of Arts                                                          | retrato                         | O identificador "Q64515815" é desconhecido pelo sistema. Utilize um identificador de entidade válido, por favor.                   |
|        | Portrait of a Venetian Gentleman | 1555                      | Galeria Nacional da Irlanda | Galeria Nacional da Irlanda                                                        | retrato                         | O identificador "Q77987457" é desconhecido pelo sistema. Utilize um identificador de entidade válido, por favor.                   |
|        | The Ordeal of Tuccia | 1555                      | Glasgow Museums Resource Centre | Glasgow Museums Resource Centre                                                    |                                 | O identificador "Q118875222" é desconhecido pelo sistema. Utilize um identificador de entidade válido, por favor.                  |
|        | Portrait of Catherine of Austria (1533-1572), Queen of Poland                                                                       | década de 1550            | Museu Nacional da Sérvia | Museu Nacional da Sérvia                                                           | retrato                         | O identificador "Q7232301" é desconhecido pelo sistema. Utilize um identificador de entidade válido, por favor.                    |
|        | Das mosaische Schlangenwunder (Umkreis)                                                                                             | século XVI                | Coleções de Pinturas do Estado da Baviera | Antiga Pinacoteca                                                                  | arte sacra                      | O identificador "Q29899109" é desconhecido pelo sistema. Utilize um identificador de entidade válido, por favor.                   |
|        | Bildnis eines Mannes | século XVI                | Coleções de Pinturas do Estado da Baviera | Antiga Pinacoteca                                                                  | retrato                         | O identificador "Q29916278" é desconhecido pelo sistema. Utilize um identificador de entidade válido, por favor.                   |
|        | Gruppenbildnis | século XVI                | Coleções de Pinturas do Estado da Baviera | Antiga Pinacoteca                                                                  | retrato                         | O identificador "Q29940886" é desconhecido pelo sistema. Utilize um identificador de entidade válido, por favor.                   |
|        | Dädalus und Ikarus (zugeschrieben)                                                                                                  | século XVI                | Coleções de Pinturas do Estado da Baviera | Antiga Pinacoteca                                                                  |                                 | O identificador "Q30093640" é desconhecido pelo sistema. Utilize um identificador de entidade válido, por favor.                   |
|        | Daniel kündet Belsazar das Ende seines Reiches an (Nachahmer)                                                                       | século XVI                | Coleções de Pinturas do Estado da Baviera | Antiga Pinacoteca                                                                  | arte sacra                      | O identificador "Q30093645" é desconhecido pelo sistema. Utilize um identificador de entidade válido, por favor.                   |
|        | Anbetung durch die Hirten (Kopie nach)                                                                                              | século XVI                | Coleções de Pinturas do Estado da Baviera | Antiga Pinacoteca                                                                  | arte sacra                      | O identificador "Q30094463" é desconhecido pelo sistema. Utilize um identificador de entidade válido, por favor.                   |
|        | Christus im Hause des Pharisäers Simon (Kopie nach)                                                                                 | século XVI                | Coleções de Pinturas do Estado da Baviera | Antiga Pinacoteca                                                                  | arte sacra                      | O identificador "Q30098100" é desconhecido pelo sistema. Utilize um identificador de entidade válido, por favor.                   |
|        | Portrait of a man | 1556                      | |                                                                                    | retrato                         | O identificador "Q121687738" é desconhecido pelo sistema. Utilize um identificador de entidade válido, por favor.                  |
|        | Annunciation to Manoah´s Wife | década de 1550            | Museu Thyssen-Bornemisza | Museu Thyssen-Bornemisza                                                           | arte sacra                      | O identificador "Q21711454" é desconhecido pelo sistema. Utilize um identificador de entidade válido, por favor.                   |
|        | Portrait of a Young Man as David | século XVI                | Museu Nacional de Arte Ocidental | Museu Nacional de Arte Ocidental                                                   | retrato                         | O identificador "Q23949102" é desconhecido pelo sistema. Utilize um identificador de entidade válido, por favor.                   |
|        | A Deposição | década de 1550            | Museu de Belas Artes de Caen | Museu de Belas Artes de Caen                                                       | arte sacra                      | O identificador "Q120098062" é desconhecido pelo sistema. Utilize um identificador de entidade válido, por favor.                  |
|        | Lot und seine Töchter (um 1550 - 1558)                                                                                              | 1558                      | Museumslandschaft Hessen Kassel | Gemäldegalerie Alte Meister                                                        | arte sacra                      | O identificador "Q56096814" é desconhecido pelo sistema. Utilize um identificador de entidade válido, por favor.                   |
|        | Young man in a fur cloak, 1558 | 1558                      | Museu Fitzwilliam | Museu Fitzwilliam                                                                  | retrato                         | O identificador "Q50818864" é desconhecido pelo sistema. Utilize um identificador de entidade válido, por favor.                   |
|        | Sophonisba | século XVI                | Fundação Bemberg | Fundação Bemberg                                                                   |                                 | O identificador "Q132147233" é desconhecido pelo sistema. Utilize um identificador de entidade válido, por favor.                  |
|        | Porträt eines venezianischen Senators im Alter von 57 Jahren                                                                        | 1559                      | Departamento de Pinturas do Louvre Museu de Belas Artes de Nancy                                                                                    |                                                                                    | retrato                         | O identificador "Q29650510" é desconhecido pelo sistema. Utilize um identificador de entidade válido, por favor.                   |
|        | The Worship of the Golden Calf | 1560                      | Galeria Nacional de Arte Coleção Samuel H. Kress | Galeria Nacional de Arte                                                           | arte sacra                      | O identificador "Q20176702" é desconhecido pelo sistema. Utilize um identificador de entidade válido, por favor.                   |
|        | Christ Carried to the Tomb | 1560                      | Galerias Nacionais da Escócia | Galeria Nacional da Escócia                                                        | arte sacra                      | O identificador "Q27968174" é desconhecido pelo sistema. Utilize um identificador de entidade válido, por favor.                   |
|        | Lamentação sobre o Cristo morto | década de 1560            | Museu de Arte de São Paulo | Museu de Arte de São Paulo                                                         | arte sacra                      | O identificador "Q49877451" é desconhecido pelo sistema. Utilize um identificador de entidade válido, por favor.                   |
|        | Retrato de um homem | 1560                      | Museu de Belas Artes de Budapeste | Museu de Belas Artes de Budapeste                                                  | retrato                         | O identificador "Q50945286" é desconhecido pelo sistema. Utilize um identificador de entidade válido, por favor.                   |
|        | Narcissus | 1560                      | Museu Nacional de Breslávia | Museu Nacional de Breslávia                                                        | pintura mitológica              | O identificador "Q119621750" é desconhecido pelo sistema. Utilize um identificador de entidade válido, por favor.                  |
|        | The Last Judgment | década de 1560            | Igreja da Madonna dell'Orto | Igreja da Madonna dell'Orto                                                        | arte sacra                      | O identificador "Q130552363" é desconhecido pelo sistema. Utilize um identificador de entidade válido, por favor.                  |
|        | Portrait of Alvise Cornaro | 1560                      | Galeria Palatina | Galeria Palatina                                                                   | retrato                         | O identificador "Q3937458" é desconhecido pelo sistema. Utilize um identificador de entidade válido, por favor.                    |
|        | Man with a Golden Lace | 1555 1560                 | Museu do Prado | Museu do Prado Palácio Real de Madrid                                              | retrato                         | O identificador "Q5824121" é desconhecido pelo sistema. Utilize um identificador de entidade válido, por favor.                    |
|        | Virgem da Anunciação | 1560                      | Rijksmuseum Museum Boymans-van Beuningen Stichting Nederlands Kunstbezit Führermuseum Munich Central Collecting Point                               | Roterdão Führermuseum Munich Central Collecting Point                              | arte sacra                      | O identificador "Q17335758" é desconhecido pelo sistema. Utilize um identificador de entidade válido, por favor.                   |
|        | Bildnis eines jungen rotbärtigen Mannes im Lehnstuhl                                                                                | século XVI                | Museu de História da Arte em Viena | Museu de História da Arte em Viena                                                 | retrato                         | O identificador "Q28019520" é desconhecido pelo sistema. Utilize um identificador de entidade válido, por favor.                   |
|        | Lamentation over the Dead Christ | 1560                      | Accademia | Accademia                                                                          | arte sacra                      | O identificador "Q41607332" é desconhecido pelo sistema. Utilize um identificador de entidade válido, por favor.                   |
|        | Portrait of the Humanist Giovanni Paolo Cornaro                                                                                     | 1561                      | Museu de Belas Artes de Gante | Museu de Belas Artes de Gante                                                      | retrato                         | O identificador "Q21675723" é desconhecido pelo sistema. Utilize um identificador de entidade válido, por favor.                   |
|        | Portrait of a Man | década de 1560            | Yale University Art Gallery | Yale University Art Gallery                                                        | retrato                         | O identificador "Q49278009" é desconhecido pelo sistema. Utilize um identificador de entidade válido, por favor.                   |
|        | Männliches Doppelbildnis des Scipio Glusona und Jacomo Tento (Zwerg)                                                                | 1561                      | Führermuseum Munich Central Collecting Point | Führermuseum Munich Central Collecting Point                                       |                                 | O identificador "Q111644773" é desconhecido pelo sistema. Utilize um identificador de entidade válido, por favor.                  |
|        | St. Mark rescues a Sarracen | década de 1560            | Accademia | Accademia                                                                          | arte sacra                      | O identificador "Q3947596" é desconhecido pelo sistema. Utilize um identificador de entidade válido, por favor.                    |
|        | Finding of the body of St Mark | 1562                      | Pinacoteca de Brera | Pinacoteca de Brera                                                                | arte sacra                      | O identificador "Q3937806" é desconhecido pelo sistema. Utilize um identificador de entidade válido, por favor.                    |
|        | Bildnis eines weißbärtigen Mannes im Lehnstuhl                                                                                      | década de 1560            | Museu de História da Arte em Viena | Museu de História da Arte em Viena                                                 | retrato                         | O identificador "Q28019527" é desconhecido pelo sistema. Utilize um identificador de entidade válido, por favor.                   |
|        | Moses Striking the Rock | século XVI                | Museu Städel | Museu Städel                                                                       | arte sacra                      | O identificador "Q64787735" é desconhecido pelo sistema. Utilize um identificador de entidade válido, por favor.                   |
|        | Worship of the Golden Calf | 1563                      | Igreja da Madonna dell'Orto | Igreja da Madonna dell'Orto                                                        | arte sacra                      | O identificador "Q108331310" é desconhecido pelo sistema. Utilize um identificador de entidade válido, por favor.                  |
|        | Birth of St. John the Baptist | 1563                      | Igreja de São Zacarias | Igreja de São Zacarias                                                             |                                 | O identificador "Q134597332" é desconhecido pelo sistema. Utilize um identificador de entidade válido, por favor.                  |
|        | Portrait of a Man | século XVI                | Museu Nacional de Arte da Dinamarca | Museu Nacional de Arte da Dinamarca                                                | retrato                         | O identificador "Q20355547" é desconhecido pelo sistema. Utilize um identificador de entidade válido, por favor.                   |
|        | Heilige Familie mit Heiliger Elisabeth und Johannes d. T. als Kind                                                                  | século XVI                | Führermuseum Munich Central Collecting Point Kunstbesitz der Bundesrepublik Deutschland                                                             | Führermuseum Munich Central Collecting Point                                       |                                 | O identificador "Q111640314" é desconhecido pelo sistema. Utilize um identificador de entidade válido, por favor.                  |
|        | St. Roch in Glory | 1564                      | Igreja de São Roque | Scuola Grande di San Rocco - Sala dell’Albergo                                     | arte sacra                      | O identificador "Q204243" é desconhecido pelo sistema. Utilize um identificador de entidade válido, por favor.                     |
|        | St Mark's Body Brought to Venice | década de 1560            | Accademia | Accademia                                                                          | arte sacra                      | O identificador "Q924655" é desconhecido pelo sistema. Utilize um identificador de entidade válido, por favor.                     |
|        | Crucificação | 1565                      | Igreja de São Roque | Igreja de São Roque                                                                | arte sacra                      | O identificador "Q490312" é desconhecido pelo sistema. Utilize um identificador de entidade válido, por favor.                     |
|        | The Ascent to Calvary | década de 1560            | Igreja de São Roque | Igreja de São Roque                                                                | arte sacra                      | O identificador "Q9249611" é desconhecido pelo sistema. Utilize um identificador de entidade válido, por favor.                    |
|        | Mary with the Child, Venerated by St. Marc and St. Luke                                                                             | século XVI                | Gemäldegalerie | Gemäldegalerie                                                                     | arte sacra                      | O identificador "Q18687918" é desconhecido pelo sistema. Utilize um identificador de entidade válido, por favor.                   |
|        | Old Man and a Boy | 1565                      | Museu de História da Arte em Viena | Museu de História da Arte em Viena                                                 | retrato                         | O identificador "Q27941989" é desconhecido pelo sistema. Utilize um identificador de entidade válido, por favor.                   |
|        | A Ressurreição de Jesus Cristo | 1565                      | San Cassiano | San Cassiano                                                                       | arte sacra                      | O identificador "Q63476058" é desconhecido pelo sistema. Utilize um identificador de entidade válido, por favor.                   |
|        | Porträt des Scipione Venerio | século XVI                | Fundação Bemberg | Fundação Bemberg                                                                   | retrato                         | O identificador "Q132195647" é desconhecido pelo sistema. Utilize um identificador de entidade válido, por favor.                  |
|        | Head of a Man (Portrait Study) | século XVI                | Royal Collection |                                                                                    | retrato                         | O identificador "Q28018360" é desconhecido pelo sistema. Utilize um identificador de entidade válido, por favor.                   |
|        | Porträt eines Mannes | década de 1560            | Departamento de Pinturas do Louvre | Louvre storage (depot)                                                             | retrato                         | O identificador "Q29650504" é desconhecido pelo sistema. Utilize um identificador de entidade válido, por favor.                   |
|        | Ecce Homo | década de 1560            | Igreja de São Roque | Igreja de São Roque                                                                | arte sacra                      | O identificador "Q9192552" é desconhecido pelo sistema. Utilize um identificador de entidade válido, por favor.                    |
|        | Christ before Pilate | 1565 década de 1560       | Igreja de São Roque | Igreja de São Roque                                                                | arte sacra                      | O identificador "Q16553687" é desconhecido pelo sistema. Utilize um identificador de entidade válido, por favor.                   |
|        | Portrait of Jacopo Sansovino | 1566                      | Galleria degli Uffizi | Galleria degli Uffizi                                                              | retrato                         | O identificador "Q49167869" é desconhecido pelo sistema. Utilize um identificador de entidade válido, por favor.                   |
|        | A Última Ceia | 1566                      | San Trovaso | San Trovaso                                                                        | arte sacra                      | O identificador "Q131937081" é desconhecido pelo sistema. Utilize um identificador de entidade válido, por favor.                  |
|        | Portrait of Ottavio Strada | 1567                      | Rijksmuseum | Rijksmuseum                                                                        | retrato                         | O identificador "Q17335357" é desconhecido pelo sistema. Utilize um identificador de entidade válido, por favor.                   |
|        | Madonna dei Camerlenghi | 1567                      | Accademia | Accademia                                                                          | arte sacra                      | O identificador "Q20068251" é desconhecido pelo sistema. Utilize um identificador de entidade válido, por favor.                   |
|        | St Roch in Prison Visited by an Angel                                                                                               | 1567                      | Igreja de São Roque | Igreja de São Roque                                                                |                                 | O identificador "Q131675994" é desconhecido pelo sistema. Utilize um identificador de entidade válido, por favor.                  |
|        | Doge Pietro Loredano | século XVI                | National Gallery of Victoria | National Gallery of Victoria                                                       |                                 | O identificador "Q20422678" é desconhecido pelo sistema. Utilize um identificador de entidade válido, por favor.                   |
|        | The Descent into Hell | 1568                      | San Cassiano | San Cassiano                                                                       | arte sacra                      | O identificador "Q65131350" é desconhecido pelo sistema. Utilize um identificador de entidade válido, por favor.                   |
|        | Crucifixion | 1568                      | San Cassiano | San Cassiano                                                                       | arte sacra                      | O identificador "Q88416397" é desconhecido pelo sistema. Utilize um identificador de entidade válido, por favor.                   |
|        | Portrait of a Venetian admiral. | 1570                      | Museu Nacional de Varsóvia | Museu Nacional de Varsóvia                                                         | retrato                         | O identificador "Q11824966" é desconhecido pelo sistema. Utilize um identificador de entidade válido, por favor.                   |
|        | Portrait of a Venetian Senator | 1570                      | Galeria Nacional de Arte | Galeria Nacional de Arte                                                           | retrato                         | O identificador "Q20176737" é desconhecido pelo sistema. Utilize um identificador de entidade válido, por favor.                   |
|        | A Procurator of Saint Mark's | década de 1570 século XVI | Galeria Nacional de Arte Coleção Samuel H. Kress | Galeria Nacional de Arte                                                           | retrato                         | O identificador "Q20176777" é desconhecido pelo sistema. Utilize um identificador de entidade válido, por favor.                   |
|        | The Raising of Lazarus | década de 1570            | Instituto de Artes de Minneapolis | Instituto de Artes de Minneapolis                                                  | arte sacra                      | O identificador "Q20891283" é desconhecido pelo sistema. Utilize um identificador de entidade válido, por favor.                   |
|        | Portrait of a White-Bearded Man | 1570                      | Museu de História da Arte em Viena | Museu de História da Arte em Viena                                                 | retrato                         | O identificador "Q28019536" é desconhecido pelo sistema. Utilize um identificador de entidade válido, por favor.                   |
|        | The Martyrdom of Saint Lawrence | década de 1570            | Christ Church Picture Gallery | Christ Church Picture Gallery                                                      | arte sacra                      | O identificador "Q119457471" é desconhecido pelo sistema. Utilize um identificador de entidade válido, por favor.                  |
|        | Portrait of an admiral | 1570                      | Galleria degli Uffizi | Galleria degli Uffizi                                                              | retrato                         | O identificador "Q131579657" é desconhecido pelo sistema. Utilize um identificador de entidade válido, por favor.                  |
|        | Danae | século XVI 1570           | Musée des Beaux-Arts de Lyon | Musée des Beaux-Arts de Lyon                                                       | pintura mitológica              | O identificador "Q3013303" é desconhecido pelo sistema. Utilize um identificador de entidade válido, por favor.                    |
|        | Portrait of Old Man Holding a Handkerchief                                                                                          | 1570 década de 1570       | Departamento de Pinturas do Louvre | Pinturas italianas, sala 6                                                         | retrato                         | O identificador "Q18573261" é desconhecido pelo sistema. Utilize um identificador de entidade válido, por favor.                   |
|        | A Venetian General | década de 1570            | Museu do Prado | Museu do Prado                                                                     | retrato                         | O identificador "Q27698569" é desconhecido pelo sistema. Utilize um identificador de entidade válido, por favor.                   |
|        | Porträt eines bärtigen Mannes | 1570                      | Coleções de Pinturas do Estado da Baviera | Antiga Pinacoteca                                                                  | retrato                         | O identificador "Q29951242" é desconhecido pelo sistema. Utilize um identificador de entidade válido, por favor.                   |
|        | Portrait of an Elderly Man with a Beard                                                                                             | século XVI                | Galeria Nacional do Canadá | Galeria Nacional do Canadá                                                         | retrato                         | O identificador "Q59543149" é desconhecido pelo sistema. Utilize um identificador de entidade válido, por favor.                   |
|        | Portrait of Giovanni Mocenigo (1508-1580)                                                                                           | século XVI                | Gemäldegalerie | Gemäldegalerie                                                                     | retrato                         | O identificador "Q107436557" é desconhecido pelo sistema. Utilize um identificador de entidade válido, por favor.                  |
|        | Three Venetian city chamberlains before St. Mark                                                                                    | 1571                      | Gemäldegalerie | Gemäldegalerie                                                                     |                                 | O identificador "Q107436590" é desconhecido pelo sistema. Utilize um identificador de entidade válido, por favor.                  |
|        | Marcantonio Bragadin (1523–1571), Governor of Cyprus                                                                                | 1571                      | Leighton House | Leighton House                                                                     | retrato                         | O identificador "Q118875862" é desconhecido pelo sistema. Utilize um identificador de entidade válido, por favor.                  |
|        | Portrait of Gabriele di Pietro Emo, Procurator of San Marco                                                                         | 1572                      | Seattle Art Museum | Seattle Art Museum                                                                 | retrato                         | O identificador "Q77872576" é desconhecido pelo sistema. Utilize um identificador de entidade válido, por favor.                   |
|        | Madonna in der Glorie | século XVI                | Musée d'art et d'histoire de Narbonne | Musée d'art et d'histoire de Narbonne                                              | arte sacra                      | O identificador "Q107695009" é desconhecido pelo sistema. Utilize um identificador de entidade válido, por favor.                  |
|        | Portrait of king Sigismund II Augustus in a hat                                                                                     | 1572                      | No/unknown value |                                                                                    | retrato                         | O identificador "Q120463468" é desconhecido pelo sistema. Utilize um identificador de entidade válido, por favor.                  |
|        | Porträt eines Mannes | século XVI                | Rijksdienst voor het Cultureel Erfgoed kunstcollectie Mauritshuis                                                                                   | depot RCE                                                                          | retrato                         | O identificador "Q28101790" é desconhecido pelo sistema. Utilize um identificador de entidade válido, por favor.                   |
|        | St. Jerome | década de 1570            | Museu de História da Arte em Viena | Museu de História da Arte em Viena                                                 | arte sacra                      | O identificador "Q27980659" é desconhecido pelo sistema. Utilize um identificador de entidade válido, por favor.                   |
|        | Apollo crowning a Poet and joining him with a Consort, witnessed by Hercules and by four other Females                              | década de 1570            | National Trust Kingston Lacy | Kingston Lacy                                                                      | pintura mitológica              | O identificador "Q52221621" é desconhecido pelo sistema. Utilize um identificador de entidade válido, por favor.                   |
|        | The Origin of the Milky Way | 1575                      | National Gallery Collection de la Maison d'Orléans                                                                                                  | National Gallery                                                                   | pintura mitológica              | O identificador "Q2274267" é desconhecido pelo sistema. Utilize um identificador de entidade válido, por favor.                    |
|        | The Brazen Serpent | década de 1570            | Igreja de São Roque | Igreja de São Roque                                                                | arte sacra                      | O identificador "Q11820510" é desconhecido pelo sistema. Utilize um identificador de entidade válido, por favor.                   |
|        | Susanna | 1575                      | Galeria Nacional de Arte Coleção Samuel H. Kress | Galeria Nacional de Arte                                                           | arte sacra                      | O identificador "Q20176783" é desconhecido pelo sistema. Utilize um identificador de entidade válido, por favor.                   |
|        | Portrait of a Venetian Senator | 1575                      | Palácio das Belas-Artes de Lille | Palácio das Belas-Artes de Lille                                                   | retrato                         | O identificador "Q72936523" é desconhecido pelo sistema. Utilize um identificador de entidade válido, por favor.                   |
|        | Saint Christopher | 1575                      | Museo d'arte sacra San Martino | Museo d'arte sacra San Martino                                                     | arte sacra                      | O identificador "Q3946912" é desconhecido pelo sistema. Utilize um identificador de entidade válido, por favor.                    |
|        | Christ at the Sea of Galilee | 1570 1575                 | Galeria Nacional de Arte Coleção Samuel H. Kress | Galeria Nacional de Arte                                                           | arte sacra                      | O identificador "Q9191534" é desconhecido pelo sistema. Utilize um identificador de entidade válido, por favor.                    |
|        | Doge Alvise Mocenigo and Family before the Madonna and Child                                                                        | 1575                      | Galeria Nacional de Arte Coleção Samuel H. Kress | Galeria Nacional de Arte                                                           | arte sacra                      | O identificador "Q20176763" é desconhecido pelo sistema. Utilize um identificador de entidade válido, por favor.                   |
|        | Daniel in Judgment of the Elders | 1575                      | Rhode Island School of Design Museum | Rhode Island School of Design Museum                                               | arte sacra                      | O identificador "Q64518182" é desconhecido pelo sistema. Utilize um identificador de entidade válido, por favor.                   |
|        | Minerva Sending Away Mars from Peace and Prosperity                                                                                 | década de 1570            | Palácio Ducal | Palácio Ducal                                                                      | pintura mitológica alegoria     | O identificador "Q16607688" é desconhecido pelo sistema. Utilize um identificador de entidade válido, por favor.                   |
|        | The forge of Vulcan | década de 1570            | Palácio Ducal | Palácio Ducal                                                                      |                                 | O identificador "Q115441585" é desconhecido pelo sistema. Utilize um identificador de entidade válido, por favor.                  |
|        | Mystic Marriage of St Catherine | 1576                      | Palácio Ducal | Palácio Ducal                                                                      | arte sacra                      | O identificador "Q131851100" é desconhecido pelo sistema. Utilize um identificador de entidade válido, por favor.                  |
|        | Bacchus, Venus and Ariadne | 1577                      | Palácio Ducal | Palácio Ducal                                                                      | pintura mitológica              | O identificador "Q9372115" é desconhecido pelo sistema. Utilize um identificador de entidade válido, por favor.                    |
|        | Miracle of the manna | 1577                      | Igreja de São Roque | Igreja de São Roque                                                                | arte sacra                      | O identificador "Q9390655" é desconhecido pelo sistema. Utilize um identificador de entidade válido, por favor.                    |
|        | Lava-pés | década de 1570            | National Gallery | National Gallery                                                                   | arte sacra                      | O identificador "Q18687908" é desconhecido pelo sistema. Utilize um identificador de entidade válido, por favor.                   |
|        | Vincenzo Morosini | século XVI                | National Gallery | National Gallery                                                                   | retrato                         | O identificador "Q18687914" é desconhecido pelo sistema. Utilize um identificador de entidade válido, por favor.                   |
|        | As Tentações de Santo Antão | 1577                      | San Trovaso | San Trovaso                                                                        | arte sacra                      | O identificador "Q65130430" é desconhecido pelo sistema. Utilize um identificador de entidade válido, por favor.                   |
|        | The Annunciation | 1577                      | National Museum of Art of Romania | National Museum of Art of Romania                                                  | arte sacra                      | O identificador "Q131450157" é desconhecido pelo sistema. Utilize um identificador de entidade válido, por favor.                  |
|        | Portrait of Doge Alvise Mocenigo | 1577                      | Accademia | Accademia                                                                          | retrato                         | O identificador "Q133832267" é desconhecido pelo sistema. Utilize um identificador de entidade válido, por favor.                  |
|        | Jonah Leaves the Whale's Belly | século XVI                | Igreja de São Roque | Igreja de São Roque                                                                | arte sacra                      | O identificador "Q135398968" é desconhecido pelo sistema. Utilize um identificador de entidade válido, por favor.                  |
|        | Elisha Multiplies the Bread | 1577                      | Igreja de São Roque | Igreja de São Roque                                                                | arte sacra                      | O identificador "Q5829623" é desconhecido pelo sistema. Utilize um identificador de entidade válido, por favor.                    |
|        | Moses Striking Water from the Rock                                                                                                  | 1577                      | Igreja de São Roque | Igreja de São Roque                                                                | arte sacra                      | O identificador "Q9034188" é desconhecido pelo sistema. Utilize um identificador de entidade válido, por favor.                    |
|        | The Annunciation | 1577                      | Museum Boymans-van Beuningen | Museum Boymans-van Beuningen                                                       | arte sacra                      | O identificador "Q29846206" é desconhecido pelo sistema. Utilize um identificador de entidade válido, por favor.                   |
|        | Portrait of a Venetian Senator | século XVI                | Galeria Nacional da Irlanda Coleção Cook | Galeria Nacional da Irlanda Doughty House                                          | retrato                         | O identificador "Q77884242" é desconhecido pelo sistema. Utilize um identificador de entidade válido, por favor.                   |
|        | Doge Alvise Mocenigo (1507-1577) | 1577                      | Gemäldegalerie | Gemäldegalerie                                                                     | retrato                         | O identificador "Q107444090" é desconhecido pelo sistema. Utilize um identificador de entidade válido, por favor.                  |
|        | Doge Alvise Mocenigo (1507–1577) Presented to the Redeemer                                                                          | 1577                      | Metropolitan Museum of Art | Metropolitan Museum of Art                                                         | arte sacra                      | O identificador "Q19911436" é desconhecido pelo sistema. Utilize um identificador de entidade válido, por favor.                   |
|        | The Rape of Helen | década de 1570            | Museu do Prado | Museu do Prado                                                                     | pintura mitológica              | O identificador "Q4375065" é desconhecido pelo sistema. Utilize um identificador de entidade válido, por favor.                    |
|        | Doge Nicolò da Ponte Receiving a Laurel Crown from Venice                                                                           | 1584 1578                 | Palácio Ducal | Palácio Ducal                                                                      |                                 | O identificador "Q9208339" é desconhecido pelo sistema. Utilize um identificador de entidade válido, por favor.                    |
|        | Portrait of Marino Grimani | 1578                      | Los Angeles County Museum of Art | Los Angeles County Museum of Art                                                   | retrato                         | O identificador "Q20881017" é desconhecido pelo sistema. Utilize um identificador de entidade válido, por favor.                   |
|        | The Resurrection of Christ | década de 1570            | Igreja de São Roque | Igreja de São Roque                                                                | arte sacra                      | [No/unknown value]O identificador "Q63476054" é desconhecido pelo sistema. Utilize um identificador de entidade válido, por favor. |
|        | Verkündigung Mariae | 1578                      | Gemäldegalerie | Gemäldegalerie                                                                     | arte sacra                      | O identificador "Q107436905" é desconhecido pelo sistema. Utilize um identificador de entidade válido, por favor.                  |
|        | Portrait of Paolo Tiepolo | 1578                      | Museu Wallraf–Richartz | Museu Wallraf–Richartz                                                             | retrato                         | O identificador "Q131928013" é desconhecido pelo sistema. Utilize um identificador de entidade válido, por favor.                  |
|        | The Muses | 1578                      | Royal Collection | Royal Collection                                                                   | pintura mitológica              | O identificador "Q27957609" é desconhecido pelo sistema. Utilize um identificador de entidade válido, por favor.                   |
|        | Tarquin and Lucretia | século XVI                | Art Institute of Chicago | Art Institute of Chicago                                                           | pintura histórica nu artístico  | O identificador "Q9355684" é desconhecido pelo sistema. Utilize um identificador de entidade válido, por favor.                    |
|        | Bildnis des Senators Marco Grimani (gest. 1583)                                                                                     | século XVI                | Museu de História da Arte em Viena | Museu de História da Arte em Viena                                                 | retrato                         | O identificador "Q28019550" é desconhecido pelo sistema. Utilize um identificador de entidade válido, por favor.                   |
|        | Probatica Piscina | século XVI                | Igreja de São Roque | Igreja de São Roque                                                                |                                 | O identificador "Q110697909" é desconhecido pelo sistema. Utilize um identificador de entidade válido, por favor.                  |
|        | A Adoração dos Pastores | século XVI                | Igreja de São Roque | Igreja de São Roque                                                                | arte sacra                      | O identificador "Q110697922" é desconhecido pelo sistema. Utilize um identificador de entidade válido, por favor.                  |
|        | The Temptation of Christ | século XVI                | Igreja de São Roque | Igreja de São Roque                                                                | arte sacra                      | O identificador "Q110697935" é desconhecido pelo sistema. Utilize um identificador de entidade válido, por favor.                  |
|        | The battle of Taro | 1579                      | Coleções de Pinturas do Estado da Baviera | Antiga Pinacoteca                                                                  | cenas de batalha                | O identificador "Q15974333" é desconhecido pelo sistema. Utilize um identificador de entidade válido, por favor.                   |
|        | Gonzaga-Zyklus, I. Reihe, 3. Entsetzung von Legnano                                                                                 | 1579                      | Coleções de Pinturas do Estado da Baviera | Antiga Pinacoteca                                                                  |                                 | O identificador "Q29838781" é desconhecido pelo sistema. Utilize um identificador de entidade válido, por favor.                   |
|        | Gonzaga-Zyklus, II. Reihe, 1. Einnahme von Mailand                                                                                  | século XVI                | Coleções de Pinturas do Estado da Baviera | Antiga Pinacoteca                                                                  |                                 | O identificador "Q29838782" é desconhecido pelo sistema. Utilize um identificador de entidade válido, por favor.                   |
|        | Gonzaga-Zyklus, I. Reihe, 2. Schlacht bei Legnano                                                                                   | 1579                      | Coleções de Pinturas do Estado da Baviera | Antiga Pinacoteca                                                                  |                                 | O identificador "Q29917733" é desconhecido pelo sistema. Utilize um identificador de entidade válido, por favor.                   |
|        | Gonzaga-Zyklus, II. Reihe, 3. Einnahme von Pavia                                                                                    | século XVI                | Coleções de Pinturas do Estado da Baviera | Antiga Pinacoteca                                                                  |                                 | O identificador "Q29940606" é desconhecido pelo sistema. Utilize um identificador de entidade válido, por favor.                   |
|        | Gonzaga cycle | 1579                      | Coleções de Pinturas do Estado da Baviera | Antiga Pinacoteca                                                                  |                                 | O identificador "Q29954092" é desconhecido pelo sistema. Utilize um identificador de entidade válido, por favor.                   |
|        | A Adoração dos Reis Magos | 1580                      | |                                                                                    | arte sacra                      | O identificador "Q9556204" é desconhecido pelo sistema. Utilize um identificador de entidade válido, por favor.                    |
|        | Portrait of a Senator | 1580                      | Museu Thyssen-Bornemisza | Museu Thyssen-Bornemisza                                                           | retrato                         | O identificador "Q21712436" é desconhecido pelo sistema. Utilize um identificador de entidade válido, por favor.                   |
|        | The Capture of Parma by Federico II                                                                                                 | 1580                      | Coleções de Pinturas do Estado da Baviera | Antiga Pinacoteca                                                                  |                                 | O identificador "Q29477878" é desconhecido pelo sistema. Utilize um identificador de entidade válido, por favor.                   |
|        | A Deposição | 1580                      | Museu de Belas Artes de Estrasburgo | Museu de Belas Artes de Estrasburgo                                                | arte sacra                      | O identificador "Q38516028" é desconhecido pelo sistema. Utilize um identificador de entidade válido, por favor.                   |
|        | The Baptism of Christ | século XVI                | | Igreja de São Roque                                                                | arte sacra                      | O identificador "Q63494892" é desconhecido pelo sistema. Utilize um identificador de entidade válido, por favor.                   |
|        | The Ascension | século XVI                | Igreja de São Roque | Igreja de São Roque                                                                | arte sacra                      | O identificador "Q65130621" é desconhecido pelo sistema. Utilize um identificador de entidade válido, por favor.                   |
|        | O Batismo de Cristo | 1580                      | San Silvestro, Venice | San Silvestro, Venice                                                              | arte sacra                      | O identificador "Q65131308" é desconhecido pelo sistema. Utilize um identificador de entidade válido, por favor.                   |
|        | Amiral Tommaso Contarini | 1580                      | Musée d'art et d'histoire de Narbonne | Musée d'art et d'histoire de Narbonne                                              | retrato                         | O identificador "Q107690121" é desconhecido pelo sistema. Utilize um identificador de entidade válido, por favor.                  |
|        | Madonna and Child with Saints Cecilia, Marina, Theodore, Cosmas, and Damian                                                         | década de 1580            | Accademia | Accademia                                                                          | arte sacra                      | O identificador "Q114273218" é desconhecido pelo sistema. Utilize um identificador de entidade válido, por favor.                  |
|        | Portrait d'un sénateur | 1580                      | Museu Fabre | Museu Fabre                                                                        | retrato                         | O identificador "Q117300454" é desconhecido pelo sistema. Utilize um identificador de entidade válido, por favor.                  |
|        | Allegory with a portrait of a Venetian senator (Allegory of the morality of earthly things).                                        | década de 1580            | Museu do Palácio de Wilanów | Museu do Palácio de Wilanów                                                        | alegoria                        | O identificador "Q119402055" é desconhecido pelo sistema. Utilize um identificador de entidade válido, por favor.                  |
|        | Renaud et Armide | século XVI                | musée des beaux-arts d'Agen | musée des beaux-arts d'Agen                                                        |                                 | O identificador "Q121752844" é desconhecido pelo sistema. Utilize um identificador de entidade válido, por favor.                  |
|        | Arachne challenges Minerva in a weaving contest                                                                                     | século XVI                | Galleria degli Uffizi Contini Bonacossi collection                                                                                                  | Contini Bonacossi collection                                                       | pintura mitológica              | O identificador "Q131543624" é desconhecido pelo sistema. Utilize um identificador de entidade válido, por favor.                  |
|        | Christ with Mary and Martha | 1580                      | Coleções de Pinturas do Estado da Baviera | Antiga Pinacoteca                                                                  | arte sacra                      | O identificador "Q5791720" é desconhecido pelo sistema. Utilize um identificador de entidade válido, por favor.                    |
|        | Santa Maria Madalena | década de 1580            | Igreja de São Roque | Igreja de São Roque                                                                | arte sacra                      | O identificador "Q11769022" é desconhecido pelo sistema. Utilize um identificador de entidade válido, por favor.                   |
|        | St Mary of Egypt | década de 1580            | Igreja de São Roque | Igreja de São Roque                                                                | arte sacra                      | O identificador "Q11769269" é desconhecido pelo sistema. Utilize um identificador de entidade válido, por favor.                   |
|        | A Venetian Family Presented to the Virgin by Saint Lawrence and a Bishop Saint                                                      | século XVI                | Galerias Nacionais da Escócia | Galeria Nacional da Escócia                                                        | arte sacra                      | O identificador "Q27974803" é desconhecido pelo sistema. Utilize um identificador de entidade válido, por favor.                   |
|        | Bildnis eines Prokurators | 1580                      | Museu de História da Arte em Viena | Museu de História da Arte em Viena                                                 | retrato                         | O identificador "Q28019560" é desconhecido pelo sistema. Utilize um identificador de entidade válido, por favor.                   |
|        | The Trinity Adored by Saints and Angels                                                                                             | década de 1580            | Glasgow Museums Resource Centre | Glasgow Museums Resource Centre                                                    |                                 | O identificador "Q118876253" é desconhecido pelo sistema. Utilize um identificador de entidade válido, por favor.                  |
|        | The Coronation of the Virgin | década de 1580            | Departamento de Pinturas do Louvre | Pinturas italianas, sala 6                                                         | arte sacra                      | O identificador "Q18573257" é desconhecido pelo sistema. Utilize um identificador de entidade válido, por favor.                   |
|        | Portrait of the Procurator Alessandro Gritti                                                                                        | década de 1580            | Museu Nacional de Arte da Catalunha | Museu Nacional de Arte da Catalunha                                                | retrato                         | O identificador "Q23935181" é desconhecido pelo sistema. Utilize um identificador de entidade válido, por favor.                   |
|        | Luna mit den Horen | 1581                      | Gemäldegalerie | Gemäldegalerie                                                                     |                                 | O identificador "Q107436914" é desconhecido pelo sistema. Utilize um identificador de entidade válido, por favor.                  |
|        | The Vision of Saint Nicholas | 1582                      | catedral de Novo Mesto | catedral de Novo Mesto                                                             | arte sacra                      | O identificador "Q28004358" é desconhecido pelo sistema. Utilize um identificador de entidade válido, por favor.                   |
|        | Anunciação | década de 1580            | Igreja de São Roque | Scuola Grande di San Rocco - Sala terrena                                          | arte sacra                      | O identificador "Q9392235" é desconhecido pelo sistema. Utilize um identificador de entidade válido, por favor.                    |
|        | Fuga para o Egito | 1583                      | Igreja de São Roque | Igreja de São Roque                                                                | arte sacra                      | O identificador "Q3754067" é desconhecido pelo sistema. Utilize um identificador de entidade válido, por favor.                    |
|        | The Risen Christ with Saint Andrew and donors                                                                                       | década de 1580            | Basílica de São Jorge Maior | Basílica de São Jorge Maior                                                        | arte sacra                      | O identificador "Q116771885" é desconhecido pelo sistema. Utilize um identificador de entidade válido, por favor.                  |
|        | O Batismo de Cristo | 1585                      | Museus Capitolinos | Museus Capitolinos                                                                 | arte sacra                      | O identificador "Q28797236" é desconhecido pelo sistema. Utilize um identificador de entidade válido, por favor.                   |
|        | Crucificação | 1585                      | | Stift Haug, Würzburg                                                               | arte sacra                      | O identificador "Q108760656" é desconhecido pelo sistema. Utilize um identificador de entidade válido, por favor.                  |
|        | Self-portrait with a Book | 1585                      | Galleria degli Uffizi | Galleria degli Uffizi                                                              | autorretrato                    | O identificador "Q113006400" é desconhecido pelo sistema. Utilize um identificador de entidade válido, por favor.                  |
|        | St. Mark's Dream | 1585                      | Accademia | Accademia                                                                          |                                 | O identificador "Q124253754" é desconhecido pelo sistema. Utilize um identificador de entidade válido, por favor.                  |
|        | Adoration of the Magi | 1585                      | Palazzo Buonaccorsi Gallery of Ancient Art | Palace Buonaccorsi                                                                 | arte sacra                      | O identificador "Q124312139" é desconhecido pelo sistema. Utilize um identificador de entidade válido, por favor.                  |
|        | Portrait of a Man | século XVI                | Galerias Nacionais da Escócia | Galeria Nacional da Escócia                                                        | retrato                         | O identificador "Q27968079" é desconhecido pelo sistema. Utilize um identificador de entidade válido, por favor.                   |
|        | Auto-retrato | década de 1580            | Departamento de Pinturas do Louvre | Pinturas italianas, sala 6                                                         | autorretrato                    | O identificador "Q18573258" é desconhecido pelo sistema. Utilize um identificador de entidade válido, por favor.                   |
|        | Geisselung Christi | século XVI                | Museu de História da Arte em Viena | Museu de História da Arte em Viena                                                 | arte sacra                      | O identificador "Q28019567" é desconhecido pelo sistema. Utilize um identificador de entidade válido, por favor.                   |
|        | Portrait of a Man in Blue with a Handkerchief                                                                                       | século XVI                | Galeria Nacional do Canadá | Galeria Nacional do Canadá                                                         | retrato                         | O identificador "Q59508046" é desconhecido pelo sistema. Utilize um identificador de entidade válido, por favor.                   |
|        | Il Paradiso | século XVI                | Palácio Ducal | The Great Council Chamber                                                          | arte sacra                      | O identificador "Q5996597" é desconhecido pelo sistema. Utilize um identificador de entidade válido, por favor.                    |
|        | Paradise | 1588                      | Museu Thyssen-Bornemisza | Museu Thyssen-Bornemisza                                                           | arte sacra                      | O identificador "Q21711456" é desconhecido pelo sistema. Utilize um identificador de entidade válido, por favor.                   |
|        | Visitação | 1588                      | Igreja de São Roque | Igreja de São Roque                                                                | arte sacra                      | O identificador "Q60841086" é desconhecido pelo sistema. Utilize um identificador de entidade válido, por favor.                   |
|        | Hercules Expelling the Faun from Omphale's Bed                                                                                      | 1590 1585                 | Museu de Belas Artes de Budapeste | Museu de Belas Artes de Budapeste                                                  | pintura mitológica              | O identificador "Q9291481" é desconhecido pelo sistema. Utilize um identificador de entidade válido, por favor.                    |
|        | Nascimento de Jesus | século XVI                | Museu Nacional de Belas Artes | Museu Nacional de Belas Artes                                                      | arte sacra                      | O identificador "Q27954677" é desconhecido pelo sistema. Utilize um identificador de entidade válido, por favor.                   |
|        | Crowning with thorns | 1590                      | Museus Capitolinos | Museus Capitolinos                                                                 | arte sacra                      | O identificador "Q28797237" é desconhecido pelo sistema. Utilize um identificador de entidade válido, por favor.                   |
|        | A Flagelação de Cristo | 1590                      | Museus Capitolinos | Museus Capitolinos                                                                 | arte sacra                      | O identificador "Q28797239" é desconhecido pelo sistema. Utilize um identificador de entidade válido, por favor.                   |
|        | Entombment | 1594 década de 1590       | Basílica de São Jorge Maior | Basílica de São Jorge Maior                                                        | arte sacra                      | O identificador "Q113006398" é desconhecido pelo sistema. Utilize um identificador de entidade válido, por favor.                  |
|        | Allegory of Vigilance | década de 1590            | Birmingham Museum of Art | Birmingham Museum of Art                                                           | alegoria                        | O identificador "Q18447502" é desconhecido pelo sistema. Utilize um identificador de entidade válido, por favor.                   |
|        | Ein venezianischer Magistrat | 1590                      | Museu do Prado | Museu do Prado                                                                     |                                 | O identificador "Q59556344" é desconhecido pelo sistema. Utilize um identificador de entidade válido, por favor.                   |
|        | Portrait of an Elderly Gentleman | 1590                      | Leighton House | Leighton House                                                                     | retrato                         | O identificador "Q118876382" é desconhecido pelo sistema. Utilize um identificador de entidade válido, por favor.                  |
|        | Christ Washing the Disciples' Feet                                                                                                  | século XVI                | San Moisè | San Moisè                                                                          | arte sacra                      | O identificador "Q96022673" é desconhecido pelo sistema. Utilize um identificador de entidade válido, por favor.                   |
|        | The Deliverance of Arsinoe | 1556 1592                 | Coleções Nacionais de Dresden | Pinacoteca dos Mestres Antigos                                                     | nu artístico pintura histórica  | O identificador "Q11800904" é desconhecido pelo sistema. Utilize um identificador de entidade válido, por favor.                   |
|        | A Última Ceia | década de 1590            | Basílica de São Jorge Maior | Basílica de São Jorge Maior                                                        | arte sacra Proto-Baroque        | O identificador "Q2472983" é desconhecido pelo sistema. Utilize um identificador de entidade válido, por favor.                    |
|        | The Jews in the Desert | década de 1590            | Basílica de São Jorge Maior | Basílica de São Jorge Maior                                                        | arte sacra                      | O identificador "Q9387722" é desconhecido pelo sistema. Utilize um identificador de entidade válido, por favor.                    |
|        | Portrait of Marcantonio Barbaro | 1593                      | National Museum of Art of Romania | National Museum of Art of Romania                                                  | retrato                         | O identificador "Q114860155" é desconhecido pelo sistema. Utilize um identificador de entidade válido, por favor.                  |
|        | Crowned Madonna between Benedictine Saints                                                                                          | década de 1590            | Basílica de São Jorge Maior | Basílica de São Jorge Maior                                                        | arte sacra                      | O identificador "Q116780072" é desconhecido pelo sistema. Utilize um identificador de entidade válido, por favor.                  |
|        | Andrea Gritti, assisted by St. Mark, before Mary and Sts. Bernardino, Luigi and Marina                                              | século XVI                | Palácio Ducal | Palácio Ducal                                                                      | arte sacra                      | O identificador "Q118366485" é desconhecido pelo sistema. Utilize um identificador de entidade válido, por favor.                  |
|        | O Anjo da Anunciação | década de 1550 século XVI | Rijksmuseum Museum Boymans-van Beuningen Stichting Nederlands Kunstbezit Führermuseum Munich Central Collecting Point Sammlung Otto Lanz San Beneto | Rijksmuseum                                                                        | arte sacra                      | O identificador "Q17335752" é desconhecido pelo sistema. Utilize um identificador de entidade válido, por favor.                   |
|        | L'Adoration des bergers | século XVI                | | Igreja Saint-Honoré-d'Eylau                                                        | arte sacra                      | O identificador "Q29213227" é desconhecido pelo sistema. Utilize um identificador de entidade válido, por favor.                   |
|        | The Abduction of Proserpina | século XVI                | Museum Boymans-van Beuningen | Museum Boymans-van Beuningen                                                       | pintura mitológica              | O identificador "Q29846197" é desconhecido pelo sistema. Utilize um identificador de entidade válido, por favor.                   |
|        | Christ Washing the Disciples' Feet                                                                                                  | século XVI                | Igreja de Santo Estêvão | Igreja de Santo Estêvão                                                            | arte sacra                      | O identificador "Q96021884" é desconhecido pelo sistema. Utilize um identificador de entidade válido, por favor.                   |
|        | The Golden Calf | 1600                      | Museu Hallwyl | Museu Hallwyl                                                                      | arte sacra                      | O identificador "Q108331208" é desconhecido pelo sistema. Utilize um identificador de entidade válido, por favor.                  |
|        | Portrait of Procurator Nicolo Priuli                                                                                                | século XVI                | Ca' d'Oro Galleria Giorgio Franchetti alla Ca' d'Oro                                                                                                |                                                                                    | retrato                         | O identificador "Q114894357" é desconhecido pelo sistema. Utilize um identificador de entidade válido, por favor.                  |
|        | The Baptism of Christ | 1600                      | Museu de Belas Artes de Budapeste | Museu de Belas Artes de Budapeste                                                  | arte sacra                      | O identificador "Q50941798" é desconhecido pelo sistema. Utilize um identificador de entidade válido, por favor.                   |
|        | Portrait of a Venetian Procurator                                                                                                   | século XVI                | Courtauld Gallery | Courtauld Gallery                                                                  | retrato                         | O identificador "Q118876144" é desconhecido pelo sistema. Utilize um identificador de entidade válido, por favor.                  |
|        | Presentation of the Christ-child in the Temple with the baptism of Christ on the far right                                          | século XVII               | Palácio de Frederiksborg Castelo Rosenborg Museu Nacional de Arte da Dinamarca                                                                      | Palácio de Frederiksborg                                                           | arte sacra                      | O identificador "Q114760348" é desconhecido pelo sistema. Utilize um identificador de entidade válido, por favor.                  |
|        | Prayer in the Garden of Gethsemane                                                                                                  | agosto de 1671            | Museu Soumaya | Museu Soumaya                                                                      |                                 | O identificador "Q131613873" é desconhecido pelo sistema. Utilize um identificador de entidade válido, por favor.                  |
|        | Portrait of a Venetian Procurator                                                                                                   |                           | The Frick Collection | The Frick Collection                                                               | retrato                         | O identificador "Q19857389" é desconhecido pelo sistema. Utilize um identificador de entidade válido, por favor.                   |
|        | Madonna and Child |                           | Fine Arts Museums of San Francisco | Fine Arts Museums of San Francisco                                                 | arte sacra                      | O identificador "Q20199799" é desconhecido pelo sistema. Utilize um identificador de entidade válido, por favor.                   |
|        | The Nativity |                           | Museu de Belas Artes de Boston | Museu de Belas Artes de Boston                                                     | arte sacra                      | O identificador "Q20540285" é desconhecido pelo sistema. Utilize um identificador de entidade válido, por favor.                   |
|        | The Assumption of the Virgin |                           | Museu de Belas Artes de Boston | Museu de Belas Artes de Boston                                                     | arte sacra                      | O identificador "Q20540288" é desconhecido pelo sistema. Utilize um identificador de entidade válido, por favor.                   |
|        | Portrait of a Venetian Senator |                           | Museu de Arte de Filadélfia | Museu de Arte de Filadélfia                                                        | retrato                         | O identificador "Q20810172" é desconhecido pelo sistema. Utilize um identificador de entidade válido, por favor.                   |
|        | Portrait of a Venetian Senator with Male Members of His Family, the Virgin and Child with Cherubim, and Two Female Figures in Glory |                           | Museu de Arte de Filadélfia | Museu de Arte de Filadélfia                                                        | retrato                         | O identificador "Q20810173" é desconhecido pelo sistema. Utilize um identificador de entidade válido, por favor.                   |
|        | The Parable of the Wise and Foolish Virgins                                                                                         |                           | Museu de Arte de Filadélfia | Museu de Arte de Filadélfia                                                        |                                 | O identificador "Q20810175" é desconhecido pelo sistema. Utilize um identificador de entidade válido, por favor.                   |
|        | Portrait of a Senator |                           | Museu Thyssen-Bornemisza | Museu Thyssen-Bornemisza                                                           | retrato                         | O identificador "Q21712434" é desconhecido pelo sistema. Utilize um identificador de entidade válido, por favor.                   |
|        | The Angel Foretelling Saint Catherine Of Alexandria of Her Martyrdom                                                                |                           | Coleção de arte David Bowie |                                                                                    | arte sacra                      | O identificador "Q27211726" é desconhecido pelo sistema. Utilize um identificador de entidade válido, por favor.                   |
|        | Portrait of a Man |                           | Galerias Nacionais da Escócia | Galeria Nacional da Escócia                                                        | retrato                         | O identificador "Q27971336" é desconhecido pelo sistema. Utilize um identificador de entidade válido, por favor.                   |
|        | Portrait of the Doge Sebastiano Venier                                                                                              |                           | Museu de História da Arte em Viena | Museu de História da Arte em Viena                                                 | retrato                         | O identificador "Q28019543" é desconhecido pelo sistema. Utilize um identificador de entidade válido, por favor.                   |
|        | Portrait of a Gentleman |                           | Fundação Barnes | Fundação Barnes                                                                    | retrato                         | O identificador "Q28130920" é desconhecido pelo sistema. Utilize um identificador de entidade válido, por favor.                   |
|        | Two Apostles |                           | Fundação Barnes | Fundação Barnes                                                                    | arte sacra                      | O identificador "Q28130928" é desconhecido pelo sistema. Utilize um identificador de entidade válido, por favor.                   |
|        | Allegory of Spring and Summer |                           | Carnegie Museum of Art | Carnegie Museum of Art                                                             | alegoria                        | O identificador "Q28134253" é desconhecido pelo sistema. Utilize um identificador de entidade válido, por favor.                   |
|        | Allegory of Winter and Autumn |                           | Carnegie Museum of Art | Carnegie Museum of Art                                                             | alegoria                        | O identificador "Q28134262" é desconhecido pelo sistema. Utilize um identificador de entidade válido, por favor.                   |
|        | Appolon and Marsyas |                           | Galeria Nacional da Armênia | Galeria Nacional da Armênia                                                        |                                 | O identificador "Q28870208" é desconhecido pelo sistema. Utilize um identificador de entidade válido, por favor.                   |
|        | Crucifixion (copy) |                           | Coleções de Pinturas do Estado da Baviera | Antiga Pinacoteca                                                                  | arte sacra                      | O identificador "Q29937250" é desconhecido pelo sistema. Utilize um identificador de entidade válido, por favor.                   |
|        | Adoration of the Shepherds |                           | Coleções de Pinturas do Estado da Baviera | Antiga Pinacoteca                                                                  | arte sacra                      | O identificador "Q29964210" é desconhecido pelo sistema. Utilize um identificador de entidade válido, por favor.                   |
|        | Kreuzabnahme Christi |                           | Coleções de Pinturas do Estado da Baviera | Antiga Pinacoteca                                                                  | arte sacra                      | O identificador "Q30058539" é desconhecido pelo sistema. Utilize um identificador de entidade válido, por favor.                   |
|        | Procurator Agostino Nani |                           | Museu de Belas Artes de Budapeste | Museu de Belas Artes de Budapeste                                                  |                                 | O identificador "Q50938403" é desconhecido pelo sistema. Utilize um identificador de entidade válido, por favor.                   |
|        | The Last Supper |                           | Museu de Belas Artes de Budapeste | Museu de Belas Artes de Budapeste                                                  | arte sacra                      | O identificador "Q50941347" é desconhecido pelo sistema. Utilize um identificador de entidade válido, por favor.                   |
|        | Portrait of a Man |                           | Museu de Belas Artes de Budapeste | Museu de Belas Artes de Budapeste                                                  | retrato                         | O identificador "Q50941445" é desconhecido pelo sistema. Utilize um identificador de entidade válido, por favor.                   |
|        | Portrait of a Man |                           | Museu de Belas Artes de Budapeste | Museu de Belas Artes de Budapeste                                                  | retrato                         | O identificador "Q50974100" é desconhecido pelo sistema. Utilize um identificador de entidade válido, por favor.                   |
|        | Francesco II Gonzaga at the battle of Taro                                                                                          |                           | |                                                                                    |                                 | O identificador "Q55832152" é desconhecido pelo sistema. Utilize um identificador de entidade válido, por favor.                   |
|        | Allegorical Story. Apollo and Muses                                                                                                 |                           | Museu Hermitage | Museu Hermitage                                                                    | alegoria                        | O identificador "Q61744225" é desconhecido pelo sistema. Utilize um identificador de entidade válido, por favor.                   |
|        | The Annunciation |                           | |                                                                                    | arte sacra                      | O identificador "Q63413389" é desconhecido pelo sistema. Utilize um identificador de entidade válido, por favor.                   |
|        | Portrait of a Sculptor |                           | |                                                                                    | retrato                         | O identificador "Q63413401" é desconhecido pelo sistema. Utilize um identificador de entidade válido, por favor.                   |
|        | Male Portrait |                           | Rhode Island School of Design Museum | Rhode Island School of Design Museum                                               | retrato                         | O identificador "Q64513035" é desconhecido pelo sistema. Utilize um identificador de entidade válido, por favor.                   |
|        | The Miracle of the Loaves and Fishes                                                                                                |                           | Galeria Nacional da Irlanda | Galeria Nacional da Irlanda                                                        | arte sacra                      | O identificador "Q77930990" é desconhecido pelo sistema. Utilize um identificador de entidade válido, por favor.                   |
|        | Venus and Adonis |                           | Galeria Nacional da Irlanda | Galeria Nacional da Irlanda                                                        | pintura mitológica              | O identificador "Q77980958" é desconhecido pelo sistema. Utilize um identificador de entidade válido, por favor.                   |
|        | Zacharias Vendramin |                           | Museu Isabella Stewart Gardner | Museu Isabella Stewart Gardner                                                     |                                 | O identificador "Q103838679" é desconhecido pelo sistema. Utilize um identificador de entidade válido, por favor.                  |
|        | Portrait of a Venetian admiral |                           | Museu Nacional de Varsóvia | Museu Nacional de Varsóvia                                                         | retrato                         | O identificador "Q104532341" é desconhecido pelo sistema. Utilize um identificador de entidade válido, por favor.                  |
|        | Portrait of Doge Pietro Loredan |                           | Museu de Arte Kimbell | Museu de Arte Kimbell                                                              | retrato                         | O identificador "Q105742280" é desconhecido pelo sistema. Utilize um identificador de entidade válido, por favor.                  |
|        | Der Doge Girolamo Priuli (1559-1567)                                                                                                |                           | Gemäldegalerie | Gemäldegalerie                                                                     |                                 | O identificador "Q107441518" é desconhecido pelo sistema. Utilize um identificador de entidade válido, por favor.                  |
|        | Mercury and the Graces |                           | |                                                                                    |                                 | O identificador "Q109598421" é desconhecido pelo sistema. Utilize um identificador de entidade válido, por favor.                  |
|        | Leda mit dem Schwan |                           | Hermann Göring Collection Munich Central Collecting Point                                                                                           | Hermann Göring Collection Munich Central Collecting Point                          |                                 | O identificador "Q112219898" é desconhecido pelo sistema. Utilize um identificador de entidade válido, por favor.                  |
|        | Portrait of princess Christine of Denmark                                                                                           |                           | Hermann Göring Collection Munich Central Collecting Point                                                                                           | Hermann Göring Collection Munich Central Collecting Point                          | retrato                         | O identificador "Q112219912" é desconhecido pelo sistema. Utilize um identificador de entidade válido, por favor.                  |
|        | The resurrection of Lazarus |                           | Munich Central Collecting Point | Munich Central Collecting Point                                                    | arte sacra                      | O identificador "Q112252804" é desconhecido pelo sistema. Utilize um identificador de entidade válido, por favor.                  |
|        | Paintings by Jacopo Tintoretto in the Museo del Duomo                                                                               |                           | | Milão                                                                              |                                 | O identificador "Q116207700" é desconhecido pelo sistema. Utilize um identificador de entidade válido, por favor.                  |
|        | The Resurrection of Christ |                           | Museu Ashmolean | Museu Ashmolean                                                                    | arte sacra                      | O identificador "Q118875523" é desconhecido pelo sistema. Utilize um identificador de entidade válido, por favor.                  |
|        | Portrait of a Venetian Senator |                           | Glasgow Museums Resource Centre | Glasgow Museums Resource Centre                                                    | retrato                         | O identificador "Q118875886" é desconhecido pelo sistema. Utilize um identificador de entidade válido, por favor.                  |
|        | Saint Roch Attending the Plague Victims in a Lazaretto                                                                              |                           | Wellcome Collection | Wellcome Collection                                                                |                                 | O identificador "Q119457239" é desconhecido pelo sistema. Utilize um identificador de entidade válido, por favor.                  |
|        | Martyrdom of Saint Laurence |                           | Wellcome Collection | Wellcome Collection                                                                | arte sacra                      | O identificador "Q119457242" é desconhecido pelo sistema. Utilize um identificador de entidade válido, por favor.                  |
|        | Crucifixion |                           | Merton College | Merton College                                                                     | arte sacra                      | O identificador "Q119457427" é desconhecido pelo sistema. Utilize um identificador de entidade válido, por favor.                  |
|        | The Last Judgement |                           | Walker Art Gallery | Walker Art Gallery                                                                 | arte sacra                      | O identificador "Q119457430" é desconhecido pelo sistema. Utilize um identificador de entidade válido, por favor.                  |
|        | Bacchus and Ariadne |                           | Government Art Collection | Government Art Collection                                                          | pintura mitológica              | O identificador "Q119457445" é desconhecido pelo sistema. Utilize um identificador de entidade válido, por favor.                  |
|        | The Annunciation |                           | Museu Ashmolean | Museu Ashmolean                                                                    | arte sacra                      | O identificador "Q119457477" é desconhecido pelo sistema. Utilize um identificador de entidade válido, por favor.                  |
|        | Bacchus, Venus and Ariadne |                           | Worcester College | Worcester College                                                                  |                                 | O identificador "Q119938270" é desconhecido pelo sistema. Utilize um identificador de entidade válido, por favor.                  |
|        | Madonna allattante |                           | Museu Cívico de Castelvecchio | Museu Cívico de Castelvecchio                                                      | arte sacra                      | O identificador "Q122169955" é desconhecido pelo sistema. Utilize um identificador de entidade válido, por favor.                  |
|        | The body of saint Mark is taken away by the christians                                                                              |                           | Museus Reais de Belas-Artes da Bélgica | Museu dos Mestres Antigos                                                          |                                 | O identificador "Q123557150" é desconhecido pelo sistema. Utilize um identificador de entidade válido, por favor.                  |
|        | Crucificação |                           | Accademia | Accademia                                                                          | arte sacra                      | O identificador "Q124252018" é desconhecido pelo sistema. Utilize um identificador de entidade válido, por favor.                  |
|        | Saints Jerome, Louis of Toulouse and Andrew                                                                                         |                           | Accademia | Accademia                                                                          |                                 | O identificador "Q124256262" é desconhecido pelo sistema. Utilize um identificador de entidade válido, por favor.                  |
|        | Portrait d'une famille de patriciens vénitiens                                                                                      |                           | Musée des Beaux-Arts et d'Archéologie de Besançon                                                                                                   | Musée des Beaux-Arts et d'Archéologie de Besançon                                  | retrato familiar                | O identificador "Q130646855" é desconhecido pelo sistema. Utilize um identificador de entidade válido, por favor.                  |
|        | Adoration of the Magi |                           | Igreja de São Roque | Igreja de São Roque                                                                | arte sacra                      | O identificador "Q131422009" é desconhecido pelo sistema. Utilize um identificador de entidade válido, por favor.                  |
|        | Old man and boy |                           | Museu de História da Arte em Viena | Museu de História da Arte em Viena                                                 |                                 | O identificador "Q131449694" é desconhecido pelo sistema. Utilize um identificador de entidade válido, por favor.                  |
|        | The Assumption of the Virgin |                           | Igreja de São Roque | Igreja de São Roque                                                                | arte sacra                      | O identificador "Q131501826" é desconhecido pelo sistema. Utilize um identificador de entidade válido, por favor.                  |
|        | The Vision of St Peter |                           | Igreja da Madonna dell'Orto | Igreja da Madonna dell'Orto                                                        |                                 | O identificador "Q131557880" é desconhecido pelo sistema. Utilize um identificador de entidade válido, por favor.                  |
|        | Q131588026 |                           | Galleria degli Uffizi | Galleria degli Uffizi                                                              |                                 | O identificador "Q131588026" é desconhecido pelo sistema. Utilize um identificador de entidade válido, por favor.                  |
|        | Portrait of Sebastiano Venier (d. 1578)                                                                                             |                           | Museu de História da Arte em Viena | Museu de História da Arte em Viena                                                 | retrato                         | O identificador "Q131613911" é desconhecido pelo sistema. Utilize um identificador de entidade válido, por favor.                  |
|        | The Battle of Lepanto |                           | No/unknown value |                                                                                    |                                 | O identificador "Q131621309" é desconhecido pelo sistema. Utilize um identificador de entidade válido, por favor.                  |
|        | The Massacre of the Innocents |                           | Igreja de São Roque | Igreja de São Roque                                                                | arte sacra                      | O identificador "Q131627554" é desconhecido pelo sistema. Utilize um identificador de entidade válido, por favor.                  |
|        | The beheading of St. Paul |                           | Igreja da Madonna dell'Orto | Igreja da Madonna dell'Orto                                                        |                                 | O identificador "Q131674410" é desconhecido pelo sistema. Utilize um identificador de entidade válido, por favor.                  |
|        | The circumcision |                           | Igreja de São Roque | Igreja de São Roque                                                                | arte sacra                      | O identificador "Q131674411" é desconhecido pelo sistema. Utilize um identificador de entidade válido, por favor.                  |
|        | The Raising of Lazarus |                           | St. Catherine's Church | St. Catherine's Church                                                             | arte sacra                      | O identificador "Q131676057" é desconhecido pelo sistema. Utilize um identificador de entidade válido, por favor.                  |
|        | The Temptation of St Anthony |                           | San Trovaso | San Trovaso                                                                        |                                 | O identificador "Q131676064" é desconhecido pelo sistema. Utilize um identificador de entidade válido, por favor.                  |
|        | Diana and Endymion or Venus and Adonis                                                                                              |                           | Galleria degli Uffizi | Galeria Uffizi                                                                     |                                 | O identificador "Q131704285" é desconhecido pelo sistema. Utilize um identificador de entidade válido, por favor.                  |
|        | Bacchus, Venus and Ariadne |                           | Palácio Ducal | Palácio Ducal                                                                      |                                 | O identificador "Q131813151" é desconhecido pelo sistema. Utilize um identificador de entidade válido, por favor.                  |
|        | Mercury and the Graces |                           | Palácio Ducal | Palácio Ducal                                                                      |                                 | O identificador "Q131813153" é desconhecido pelo sistema. Utilize um identificador de entidade válido, por favor.                  |
|        | Resurrection and Three Avogadori |                           | Palácio Ducal | Palácio Ducal                                                                      |                                 | O identificador "Q131851135" é desconhecido pelo sistema. Utilize um identificador de entidade válido, por favor.                  |
|        | Miracle of Saint Agnes |                           | Igreja da Madonna dell'Orto | Igreja da Madonna dell'Orto                                                        |                                 | O identificador "Q132148051" é desconhecido pelo sistema. Utilize um identificador de entidade válido, por favor.                  |
|        | Saint Roch heals the animals |                           | Igreja de São Roque | Igreja de São Roque                                                                |                                 | O identificador "Q133281056" é desconhecido pelo sistema. Utilize um identificador de entidade válido, por favor.                  |
|        | Portrait of an Ambassador |                           | Pinacoteca Querini Stampalia | Pinacoteca Querini Stampalia                                                       | retrato                         | O identificador "Q133289908" é desconhecido pelo sistema. Utilize um identificador de entidade válido, por favor.                  |
|        | Paradis (model, 1592–94) for the Gloria del Paradiso of the Doge's Palace in Venice                                                 |                           | Pinacoteca Querini Stampalia | Pinacoteca Querini Stampalia                                                       |                                 | O identificador "Q133299414" é desconhecido pelo sistema. Utilize um identificador de entidade válido, por favor.                  |
|        | Allegorical scene with fire and animals.                                                                                            |                           | Ca' Rezzonico | Ca' Rezzonico                                                                      |                                 | O identificador "Q135796630" é desconhecido pelo sistema. Utilize um identificador de entidade válido, por favor.                  |

## rol
| Imagem | Título                                              | Data | Coleção | Localização   | Gênero | Descrito em |
| ------ | --------------------------------------------------- | ---- | ------- | ------------- | ------ | --- |
|        | Minerva Sending Away Mars from Peace and Prosperity | 1576 |         | Palácio Ducal |        | O identificador "Q131813155" é desconhecido pelo sistema. Utilize um identificador de entidade válido, por favor. |

∑ 438 items.